# 皆月ひかる

ひかる名義でのサイン

皆月 ひかる（みなづき ひかる、2000年1月11日 - ）は、日本のAV女優。バンビプロモーション所属。

## 略歴
2018年7月、ディープスの専属素人娘「ひかる」としてAVデビュー。前月に発売された作品にも出演しているが、その出演が正式なデビューのきっかけとされている。

作品のパッケージでは「ひかる」となっているが、ECサイトなどでは「皆月ひかる」の名前も使われていた。またイメージDVDにも複数の名前で出演している。現在はロングヘアで制服全般着用するのだが吊りスカートの制服の着用を控えている。活動初期の頃はショートカットでブラウスと小柄であることも踏まえ吊りスカートの組み合わせの制服を着ることが多かった。
2018年9月をもって専属を離れ、以降は企画単体女優として活動。
体調を崩し2019年11月から休業も2020年3月24日に活動再開を発表。
2022年12月1日、DMM GAMES「クリムゾン妖魔大戦 新キャラクター声優公開オーディション」にエントリー。
2024年3月18日週FANZA動画フロアランキングにて、『オジサンに没頭する発情コスプレイヤー 敏感大量失禁・お漏らし・ハメ潮オフパコ5SEX 皆月ひかる』（無垢）が初登場10位にランクイン。
2025年1月20日週FANZAレンタルフロアランキングにて、『女子校生孕ませ民宿 鬼畜宿の媚薬罠に堕ち、精子が逆流するまで種付け中出しされ続けた女子旅』（ケイ・エム・プロデュース）が初登場3位を記録した。同作は2月3日週の同ランキングで4位再浮上。2月10日週は5位。
同年6月16日週FANZA動画フロアランキングで2024年に出演、発売した『福袋 円光タダまん 美少女生中出し18名収録 総尺40時間41分（2441分）』（First Star）が1位に上昇した。
同年7月7日週FANZA動画フロアランキングにて出演した『つるぺた女子の男水着チャレンジ 県民プールでデカチンおじに女子だとバレて中出しされて…マジ最悪だったよぉぉ～!』（ナチュラルハイ）が初登場1位となる。同年7月14日週FANZA動画フロアランキングでも同作が3位に留まった。

## 人物
- 秋田県出身[2]。
- 特技はピアノ、トランペット、水泳、絵画[2]。ディープス専属時は現役音大生とされ[14]、デビュー作ではトランペットの演奏を披露している。
- 台湾では作品内の「太った男優のキスを嫌がる表情」がネットミームのような形で知られており、顔は知られているが知名度の低い「冷門女優」の一人として報道されている[15]。

## 作品

### アダルトビデオ
- ディープス20周年記念スペシャル作品! 顔出し解禁!! マジックミラー便 3分前まで女子○生! 卒業式直後のオキテ破りナンパ!! 各都市の制服人気No.1 高校をコンプリート! ALL新作撮り下ろし 総勢30人!本番娘10人!! 2枚組8時間! in東京・横浜・千葉・名古屋・大阪・神戸（6月19日、DEEP'S）
- 青春メモリアルSEXドキュメント ひかるちゃんAVデビュー 卒業式直後にマジックミラー便に乗った吹奏楽部の美少女女子○生の3年間応援スタンドから片思いし続けた野球部同級生との 恥じらい純情SEXお見せします!（7月7日、DEEP'S）※「ひかる」名義
- マジックミラー便のロケで出会ったピュアな恥じらい女子○生ひかるちゃん デカチン即ハメ・素股筆おろし・壁ち○ぽ連続ヌキ ディープス専属素人娘を大人気企画の撮影現場にご招待! 初体験づくしの3本番スペシャル!!（8月7日、DEEP'S）※「ひかる」名義
- ディープス専属素人娘・ひかるちゃん(18歳) マジックミラー便で3解禁スペシャル! 私生活を完全追跡アポ無し初体験撮影!! 大学の通学路で同級生のザーメンごっくんSEX! 両親のすぐ近くで絶頂巨根3P! デート中に彼氏の目の前で寝取って生中出し!!（9月7日、DEEP'S）※「ひかる」名義
- 「イヤだとは言えない…」 女子力UPを目指してやって来たエステ店で、施術師の男の口車に乗せられ快楽に身を委ねてしまった制服美少女たちの性感オイルマッサージ（9月27日、MERCURY）
- いいなり人妻 寝取らせ中出し温泉旅行 菜奈23才（10月5日、クリスタル映像）※「菜奈」名義
- 恐怖で振り向けない背後から指が徐々にマ○コに近づく尻ワレメ痴漢で興奮し腰を前後に振りだす発情女（10月11日、ナチュラルハイ）
- 「オトナのエッチで私をめちゃくちゃにしてください…」 性の目覚め。M覚醒温泉旅行。 新人ひかるちゃん（10月11日、ひよこ）※「ひかる」名義
- レンタル性処理女子校生 ピンク乳首&ピンクマ○コのパイパン美少女と拘束生中出しSEX（10月12日、REAL）
- イベント帰りの浮かれコスプレ女子大生をお持ち帰りナンパ!!（10月12日、S級素人）
- 中出し専用! 僕だけのハメハメイド（10月12日、宇宙企画）
- 某都市で人気のビデオパブには上級な嬢が集まっており、手コキのみのはずが勝手にフェラまでしてくれるという情報を入手し潜入調査!!その先には夢のような展開が待っていた!!（10月12日、SCOOP）
- 嬲り撮り3Pセックス 吹奏楽部トランペット娘・ひかる 同じ宿に泊まってる、夏合宿中の純朴娘をハメてみたら、とんでもない淫乱ビッチちゃんだった…。（10月25日、オーロラプロジェクト・アネックス）
- 常夏ビーチで見つけた水着女子大生の皆さん! スーパー絶倫童貞のち●ぽを素股してみませんか? ヌルっと入ってそのまま中出ししても萎えないち●ぽ! 何度イっても終わらない連続大量中出しで子宮はぷっくり膨れ、膣からザーメン溢れまくり! それでも中出しさせ続けてくれる女神に計16発生中出し!（10月26日、赤面女子）※「まどか」名義
- 性感発育中のピュア女子○生 膣内開発で人生初の中イキ絶頂でハメ潮大噴射（11月2日、h.m.p）
- 計略的種付け（11月2日、ワープエンタテインメント）
- 放課後ワリキリバイト 4（11月9日、S級素人）※「ヒカル」名義
- 海の家看板娘ガチナンパ! アガるカラダのビキニギャルにペニス生刺し連続真正中出しSEX! in湘南ビーチ（11月9日、S級素人）※「ゆかり」名義
- エロ妄想が暴走した文系少女サークルに性実験された僕たち…（11月13日、MOODYZ）
- 時間停止 クラスの女子に時を止められて男子たちに中出しされた優等生（11月13日、MOODYZ）
- 120%リアルガチ軟派伝説 vol.66 in 湘南（11月16日、プレステージ）
- 友達のJ○妹が小悪魔な笑みを浮かべパンチラで誘惑! ムレムレパンティで激しい顔騎&尻コキ責めで弄ばれて…（11月16日、DOC）
- 少女に無許可中出し&マ○コぶっかけ。 本物精子がメレンゲになるまで竿姉妹丼ぶり(仮) (のつもりでしたが、少女たちが敏感すぎて潮で精子を吹き飛ばしてしまうので、メレンゲというよりは潮と精子でぐちょぐちょになりましたがすごくエロいです)（11月22日、ひよこ）※「ひかる」名義
- 練馬共同区営団地 日焼け美少女わいせつ映像（11月23日、I.B.WORKS）
- SEXの天才 ネットで発掘!裏垢でエロ全開だったスケベ素人娘3名! 全員10代!（11月25日、ナンパJAPAN）※「あさみ」名義
- 時間が止まる女子便所 強制排尿中出しレ×プ!! 停止解除でパニック噴射!!（12月1日、ワンズファクトリー）
- オナニーでイッた直後の痙攣マ○コに問答無用の即ハメ! 絶頂したての超敏感状態で犯されイキまくる女子○生（12月6日、ナチュラルハイ）
- 「えっ!?これってセックスじゃないんですか?」 生チ●ポで生マ●コを擦る素股で焦らしたら辛抱できず気持ち良くなってしまい何度もイカされて、ニュルリとマ●コに挿入されても抵抗できず、我慢できずに、腰を振り続けた女子校生たち（12月12日、FIRST STAR）
- 大好きなカノジョをハメ撮りしちゃいました。 清楚そうな美少女が部屋でホテルでスケベなトロ顔みせながら絶頂しまくり、腰振りまくり!（12月13日、S-Cute）
- デカマラチ○ポで○してください…（12月13日、セレブの友）
- ガチナンパ! 静岡産直! ウブ女子大生に突然ギン立ちチ○ポを見せたら!あわわ…状態! デカチン挿入で止まらない絶頂! 総イキ110回以上！中出し10発！（12月15日、ナンパーズ）
- 【つるぺた天使】 はいぱー可愛い色白娘が脳みそバグってゴム無しOKのサセ神様になりましたwww（12月19日、チキチキカマー/妄想族）
- へべれけ水着美女をガチナンパ! テキーラごっくん泥酔ムチャ出しセックス!! 飲めば飲むほど感じやすくなった敏感マ○コをイってもイっても猛追ピストン連続生中出し 合計20発!!（12月21日、DOC）※「こころ」名義
- 街角シロウトナンパ vol.36 ガールズバー編（12月28日、プレステージ）※「あやみ」名義
- 夏休みプール帰りの日焼け美少女押し込みレイプ（12月28日、I.B.WORKS）
- 再婚相手の連れ子の娘を犯す父の近親相姦映像（12月28日、I.B.WORKS）

- 「40歳を過ぎた私の初めての中出し相手は見舞いに来てくれた姪っ子J○でした」 VOL.2（1月10日、DANDY）
- 無防備パンチラ!はわざと? ボクのバイト先の本屋の女子○生は、制服姿のままバイトしていてスカートが短く高い所のモノを取ったり、低い所のモノを取ったりする度に無防備にパンチラしまくるもんだから興奮して勃起しまくり!思わずガン見していたら勃起がモロバレ!ヤバイと思い慌てて言い訳したら、気にしてないどころか逆に誘惑してきて、パンツの中はすでにビショ濡れ爆濡れ状態で太ももまで愛液が垂れていて発情状態!?店内に人がいようがお構いなしに求めてきます。（1月19日、Hunter）
- 利尿剤を飲まされているとは知らず拘束された制服少女を助けようとしたら失禁しまくるので我慢できず…（1月24日、ナチュラルハイ）
- SWITCH8周年記念作品 スクールパンチラ見せつけ誘惑してくるクラスメイト クラスの女子たちと日替わりパンチラエッチできた月曜から金曜日までのできごと。（1月24日、SWITCH）共演:宮崎あや、ひなた澪、皆野あい、持田栞里、桃尻かのん、御坂りあ
- 日焼け跡の残るパイパン姪っ子お風呂レイプ（1月25日、I.B.WORKS）他出演:あべみかこ ほか
- シロウト女子個人撮影ハメ撮り日記(双方合意の上でハメてます) 現役大学生(18歳)ひかるちゃんBかっぷ（1月26日、シャーク）※「ひかる」名義
- かわいすぎるから… ぜんぶきみのせいなんだ（1月27日、FIRST STAR）※「ひかる」名義
- アナウンサー志望の就活女子大生がパンスト固定バイブ面接!! うねりの止まらないバイブを挿入され赤面淫語アナウンス!（2月1日、DOC）
- オ○ンコクチュクチュ純情少女（2月1日、S-Cute）
- 紫の陰謀 連れ子に肉体関係を迫られて… －お義父さんと娘の物語―（2月1日、禁断の果実/妄想族）
- VR透明人間 〜これって仮想!?現実!?ひよこ女子にやりたい放題、本物中出し!!〜（2月1日、ひよこ）※AV OPEN 2018 乙女部門エントリー作品
- 箱根温泉で見つけた修学旅行中の学生さん 2人組でスク水 ブルマ セーラー服に着替えて男湯入ってみませんか? タオル一枚 男湯入ってみませんか?スピンオフスペシャル!!（2月7日、SODクリエイト）※「のん」名義
- 『痴漢の逸材』 街で見かけた何の疑いもなく家にくる超ハードルの低いドスケベ娘を痴漢してイカセまくれ!!（2月7日、アパッチ）
- わたし。隣のおじさんにイタズラされています… ひかる（2月8日、宇宙企画）
- 陸上部所属のレーシングブルマ穿いた新しい娘に媚薬を飲ませると興奮し過ぎてまさかの角オナニー開始! 淫らに腰をクネらせながらイキ狂うデカ尻娘が義父を押し倒し馬乗り生挿入! 効果抜群過ぎて一度の射精では満足できず何度も中出し懇願! 2（2月8日、V&R PRODUCE）
- 可愛すぎる低身長146cm パイパン妹中出し お兄ちゃん大好きセックスDAYS!（2月12日、ケートライブ）
- 固定バイブだるまさんが転んだ 11（2月13日、はじめ企画）
- 超敏感! 生理前女子●生 乳首こねくり回しセクハラ身体測定 全員中出しVer.（2月19日、アパッチ）
- 強制わいせつ物配布 A○rD○opで興奮する女子高生（2月19日、ドグマ）
- 本が大好きな書店員さん 下ネタを振られてキョドってた娘が2時間後… 巨根でアヘ顔!チ●ポ堕ち!（2月19日、ブロッコリー/妄想族）
- 旅館に棲むいいなり姉妹と性交（2月21日、グローリークエスト）
- ウェット&メッシー(WAM)運動会 マヨネーズ、小麦粉、インク、泥んこまみれ! AV女優が紅白2チームの分かれて個人戦と団体戦で汚れまくり!!（2月21日、ROCKET）
- むちむちデカ尻 神ブルマ（2月21日、親父の個撮）
- ブラジャーを着けないうちの娘は、私や息子を誘っているのでしょうか?（3月7日、グローリークエスト）
- マジックミラー号　女子○生たちが新作リップのモニターではじめてのベロチュウ体験! 大人の濃厚キスでトロトロになったウブカワマ○コにビターなデカチンザーメンをプレゼント!（3月7日、SODクリエイト）
- 家出少女だらけのシェアハウスに男はボク1人!? 都内の一軒家を相続することになったボク。しかし部屋がもったいないので入居者を募集したら、家出少女がやって来た。断るのが可哀想なので一泊だけ泊めてあげたら、次の日には家出少女仲間が増えていた。そしてその家出少女仲間がまた仲間を呼び家出少女だらけのシェアハウスにボクの家はなっていたからもう大変!（3月7日、Hunter）
- 初めてが私でいいのかな(汗) ひよこ女子の密着・いちゃいちゃ・甘えんぼ極上筆おろし 2 〜SNSで募集した神に誓ってガチ童貞さん、Wショートカット&Wパイパン＆W生まれてはじめての筆おろし!?編〜（3月7日、ひよこ）
- 朝、目が覚めると見知らぬ女。酔っ払って自宅に連れ込んだ女と朝から晩までヤリまくり性交。（3月8日、クリスタル映像）※「パイパンビッチひかる」名義
- スマホを落としたら、私のすべてを奪われた!!（3月8日、REAL）
- さらば青春の光 〜クラスメイト達との学園生活とセックス事情〜（3月8日、宇宙企画）
- 再婚相手の連れ子（3月12日、思春期.com）
- 男友達の自宅マンションに遊びに来た120%プライベート中の皆月ひかる(20)台本演技一切ナシ!何も知らない超絶美少女たちのリアル日常性活を余すことなくモニタリング!（3月13日、コレ彦/妄想族）
- ケツ拷問 集団漢尻圧迫・オナラ嗅がせ・強制臭アナル舐め （3月20日、RADIX）
- 完全主観 罵り唾吐き言葉責め娘（3月20日、RADIX）
- マジックミラー号ハードボイルド 通販のマッサージ器具をモニタリングしてもらえませんか?と声をかけられたアラ20の娘さんの子宮を初体験の神振動で刺激! 黄体ホルモンが活性化されて発情→ナマ中出ししちゃうなんて!（3月21日、サディスティックヴィレッジ）
- 1日中連続絶頂リットル級オシッコ潮噴射 信じられない清楚系ドM隠れビッチ逸材発見 【喉奥イラマ痙攣イキする全身性感帯】【尻殴打スパンキングで絶叫アクメ】【中年男たちザーメン全員分オマ○コ注入】 100回以上アクメ連続SEXエンドレス6P大輪姦 卒業直後で田舎訛りの上京18歳美少女リアルドキュメント（3月22日、同人AV倶楽部）
- 「学校、どうしたの…?」 学校に行ったはずの女子○○生が小さなお口もおマ○コもぶち犯されて えずき汁、マン汁、ザー汁まみれにされるまで（3月30日、ビッグモーカル）
- 美大生のプリケツ娘 お父さんにヌードモデルをお願いしたら興奮して中出しされました。（4月1日、プラネットプラス）
- ボクだけのご奉仕メイド（4月5日、クリスタル映像）
- 部屋にあいた覗き穴からいつも妹を観察している引きこもりのボク。だけどある日、彼氏とエッチ中の妹はボクと目が合うと余計に感じ始めて…?（4月7日、お夜食カンパニー）
- 華の女子寮生活崩壊レイプ 締めの中出しで未来ある人生を台無しにしてやろうとすると、さっきよりも暴れだし必死に抵抗してくる。そんな姿が堪らなく愛おしい…。（4月12日、宇宙企画）
- 「一度でいいから揉んでみたい!」 黒パンスト穿いた制服姿のデカ尻娘に父が睡眠薬を飲ませて、夢の豊満尻を堪能し何度も中出し! 2（4月12日、V&R PRODUCE）
- 羞恥 生徒同士が男女とも全裸献体になって実技指導を行う質の高い授業を実践する看護学校実習2019 (4月25日、サディスティックヴィレッジ)
- 低身長姪っ子姉妹（4月26日、I.B.WORKS）
- ロリコンおやじと家出少女 ひかるちゃん (5月25日、JUMP)
- 媚薬と睡眠薬を同時混入!スクール水着姿で眠るデカ尻娘を全身拘束させひたすらオモチャ責め!覚醒したカラダは父に激ピストンされエビ反りしっぱなし!2 (7月12日、V&R PRODUCE)
- 離婚して実家に出戻った叔父が兄嫁とその娘を犯す母娘調教レイプ (7月26日、TMA)
- 完全主観 貴方だけを見つめて尿道責め（8月7日、犬/妄想族）
- 先生、私、先生との赤ちゃんが欲しいの。子作り淫語で中出し誘惑してくる清純系制服美少女（8月9日、ケイ・エム・プロデュース/宇宙企画）
- 新しい水着を買ってやる為に発育中のバストを測定すると日焼けした年頃の娘は女の声を漏らす（8月9日、ケイ・エム・プロデュース/ヒメゴト）
- 中出し専用! 僕だけのハメハメイド4時間 スペシャル（8月23日、ケイ・エム・プロデュース/宇宙企画）
- 土下座状態で身動きできない僕に足コキしてくる美脚お姉さま 2（8月25日、アロマ企画）
- 一泊二日のパパ活変態旅行（9月1日、中嶋興業）
- 「先生、犯しに行きますね。」 毎日焦らして射精管理することで先生のMな性癖を開花させる痴女っ子女子生徒（9月12日、SODクリエイト）
- わたし。隣のヘンタイさんにイタズラされています… 4時間SP（9月13日、ケイ・エム・プロデュース/宇宙企画）
- もう死んだってかまわない! 超ラッキーの連続で巻き起こるスケベ過ぎる一日! 鼻血が止まらないくらいの夢のエロハプニング続出! 11（9月19日、ゴールデンタイム）
- 白い誘惑 弄ばれる家庭教師（9月25日、禁断の果実/妄想族）
- 「もうケンカやめなさい!」 近親相姦愛を育む兄妹が喧嘩を装い親に隠れて喘ぎ声を押し殺しながら超危険な中出しSEX!（10月11日、V&R PRODUCE）
- AV女優 裸コレクション 第十弾（10月11日、V&R PRODUCE）
- 文系女子がレズり合ってSEXを描くエロ漫画研究部（10月13日、MOODYZ）
- 皆月ひかるBEST☆4時間（10月25日、ケイ・エム・プロデュース/宇宙企画）※単体ベスト
- びしょ濡れ低身長●学生雨宿り強●わいせつ（10月25日、I.B.WORKS）
- パンチラ好きな人もきっと満足！ パンツに開けた穴から指入れGスポットオナニー（10月25日、アロマ企画）
- ワレメ強調ローションぬるぬるパンティ素股（10月25日、アロマ企画）
- もしものSEX（11月1日、S-Cute）
- 「私のパンチラ見たいんでしょ?」 清楚な顔した新しい娘が挑発おねだり即ハメ! 母に隠れて憧れの義父チ○ポでイキ乱れ! 何度も中出し強要! 2（11月8日、V&R PRODUCE）
- イラ魔チオ（11月21日、グローリークエスト）
- Aカップ貧乳パイパン美少女 皆月ひかる4時間（11月22日、I.B.WORKS）※単体ベスト
- 午前10時 学校どうしたの… 5人の少女が体験した悲劇の快楽 4時間（11月23日、ビッグモーカル）
- 放課後円光 生ハメ中出し女子●生 ROOM-009（11月25日、ホームルーム/妄想族）
- 青い誘惑 弄ばれる家庭教師DX（12月1日、禁断の果実/妄想族）
- 文学女子の小悪魔挑発（12月13日、アロマ企画）
- 雑魚寝してたらボクの布団に友達の彼女が潜り込できて… 2寝ぼけキスには彼氏のフリして応じておいて 目覚めて拒否るカノジョに「こんなに勃起させたのキミだから」とイキ声ガマンさせ何度も奥突き!（12月13日、Z-MEN）
- 催眠光線で支配された上流家族 史上最悪のクリスマスパーティー（12月26日、SODクリエイト[16]

- 中出しブルマん娘 ひかる（1月9日、フェチ眼）
- バレないようにこっそり見せつけ こっそりドキドキパンチラ挑発（1月25日、アロマ企画）
- 性欲爆発挑発マンズリ本気で感じる誘惑オナニー（2月20日、グローリークエスト）
- ローションぬるぬる透け透けスク水で全身密着!!（3月13日、アロマ企画）
- ワンポーズでずっと見せるオナニーしやすいエッチなマングリ尻のアナル（3月25日、アロマ企画）
- おとなのおじさんと（3月28日、ビッグモーカル）
- 極薄パンティ越しおマ○コ触診ドクターの診察日記 2（4月13日、アロマ企画）
- エロ尻アナル四つん這いオナニー（4月13日、アロマ企画）
- 巷には危険な誘惑がいっぱい パンチラ女子に気を付けろ!（4月13日、アロマ企画）
- 禁断の果実 皆月ひかる4時間（5月13日、禁断の果実/妄想族）※単体ベスト
- 好きだった幼馴染が超強い転校生に寝取られる話（8月19日、かぐや姫Pt/妄想族）
- チャレンジ! タイマー電マ（9月1日、大洋図書）
- 監禁 ～男の性奴○になった私～（9月19日、ドグマ）
- 汗だく、密着レズセックス。 枢木あおい 皆月ひかる（10月7日、ビビアン）
- 義妹NTR 病み上がりで性欲旺盛な兄に何度もアクメ責めされ快楽堕ちした敏感すぎるパイパン若妻 皆月ひかる（10月19日、アクアモール/エマニエル）
- 露天温泉10発中出し ビラビラがない綺麗なスジまん & ピンクマ○コのいいなり女子校生 皆月ひかる（10月23日、ま○こ銀行）
- 中年オヤジ嫌いの色白で低身長な彼女が俺の親父に寝取られ種付けプレスされていた。 皆月ひかる（11月13日、ダスッ!）
- 濡れてテカってピッタリ密着 神スク水 皆月ひかる（11月26日、親父の個撮）
- ギャルの妹はヤリチンの彼氏に「上手いね」って意地でも言わせたくて僕に睡眠薬を飲ませ毎日こっそりフェラチオ練習をしていた!? 2  自分でジュポジュポしておっ勃てたチ○ポにムラムラしてきた妹は…（12月11日、Z-MEN）
- 最強属性 45 皆月ひかる（12月25日、最強属性）

- 洗脳ドリル ランジェリーオフィス編 新村あかり 通野未帆 皆月ひかる 山本蓮加 森日向子（1月8日、SODクリエイト）
- 40歳冴えないED中年の僕がひと回り以上年の離れた女子●生に突然好かれてしまい愛の告白SEXができたお話。皆月ひかる（2月5日、ONE MORE）
- どうせすぐ勃つ君のチ●ポを公然ベロちゅうで焦らしてあげる♡ 皆月ひかる（4月2日、ワープエンタテインメント）
- 青い果実 ひかるちゃん（5月22日、JUMP）
- 一泊二日 じっくり蒸れて匂い立つ 神パンスト 皆月ひかる（5月22日、親父の個撮）
- アイドル志願者育成講座 親父の面接 養成員ひかる 皆月ひかる（6月25日、REAL）
- 全裸メンズエステ 西麻布店（7月25日、SEX Agent/妄想族）
- ヤリ部屋 ハメたい盛りの制服女子とめちゃくちゃ乱交中出しした記録 河奈亜依 百瀬あすか 皆月ひかる 成田つむぎ（8月1日、変態紳士倶楽部）
- 従順なロリをビッチに変える洗脳光線銃 渚みつき 皆月ひかる（8月12日、ROCKET）
- オジサンと家出してきた姪 皆月ひかる（8月13日、バルタン）
- おしっこ114連発 98人（9月2日、グローリークエスト）
- 無邪気なパンチラ誘惑から即フル勃起射精! 小悪魔ロリ3姉妹! 工藤ララ 白川ゆず 皆月ひかる（9月7日、MARRION）[17]
- 溺愛ママに調教された巨乳家庭教師 ～唾液まみれのお仕置き指導レズビアン～ 美園和花 若宮はずき 皆月ひかる（9月14日、ビビアン）
- 互いの彼氏を味くらべ!? パイパン娘の悪ノリ4Pセックス!! 渚みつき 皆月ひかる（10月1日、プラネットプラス/七狗留）
- 【完全主観】即尺即ハメOK美少女メイドと排卵日子作りエッチしよっ Vol.002（10月12日、BAZOOKA）
- 聖水ハーレム 美少女4人におしっこビチャビチャかけられ何度も射精させられたい! 月乃ルナ 百瀬あすか 永瀬ゆい 皆月ひかる（10月19日、MOODYZ）
- 放課後。 押しに弱そうな女の子を強引に連れ込んで、オジサン達が輪になって囲んで、何度も、何度も、しつこく精液をぶっかけ汚し続けた…。 皆月ひかる（10月19日、無垢）
- 俺を冤罪でクビに追い込んだ生意気な教え子を種付けプレスで犯し続けた3日間 皆月ひかる（10月26日、本中）
- 「オジサン、世界一大好き」密着囁き痴女ってくる僕だけの恋人 皆月ひかる（11月5日、ONE MORE）
- 感度抜群! ちっぱい4Pレズ! ～感度は抜群のちっぱいを激しく責め合う女たち! 皆月ひかる 涼花くるみ 杏羽かれん 花井しずく（11月9日、セレブの友）
- 女子大生デリヘル呼んだらやって来たのは幼馴染み 2 「先っぽだけだから…」 挿れた瞬間奥まで挿入! 駅弁! 中出し! 種付けプレス! 猛烈ピストンで俺のち○この虜にしてやった!（11月23日、クリスタル映像）
- 常時ノーブラ ヒカルと交尾 皆月ひかる（12月7日、バビロン/妄想族）
- 15人の淫乱メガネオナニスト! ～知的な淫乱オナニストが激イキオナニーで乱れまくる!（12月14日、セレブの友）

- 素人コスプレイヤー 媚薬バイブ完堕ちアクメ!（1月4日、DEEP'S）
- AV業界合コン! 3 皆月ひかる 涼花くるみ 杏羽かれん 花井しずく ～AV業界騒然の飲酒、淫乱、淫行が交わる大合コン合戦! 皆月ひかる 涼花くるみ 杏羽かれん 花井しずく（2月1日、婦人社/エマニエル）
- 臭い足爪・裏の匂い嗅がせて汚ソックスでしごいてくれる女子●生（2月1日、ゑびすさん/妄想族）
- 口臭交換ベロ腹こすり付け鼻舐めレズ（2月1日、ゑびすさん/妄想族）
- いけないおもらしごっこ 皆月ひかる（2月10日、RADIX）
- 主観で口臭や体臭を嗅がせてくれた後にカラフルグローブで手コキしながら乳首を舐める（2月15日、ゑびすさん/妄想族）
- ベロ擦り合わせ濃厚粘膜キス（2月15日、ゑびすさん/妄想族）
- ULTRA SWEET 赤貝 清純美少女戦士狂喜乱舞逝かせ調教 ～小悪魔媚肉地獄の連続アクメ～ 皆月ひかる（2月22日、AVS collector’s）
- 乳首潰し舐めレズ（3月1日、ゑびすさん/妄想族）
- W痴女の足裏見せつけ上から目線で唾液にゅるにゅる足コキ（3月1日、ゑびすさん/妄想族）
- 【奇跡的なスケベ話】オレの住むマンションの一室に有名なAV女優だけが在籍する闇風俗がある!? そこでは超絶エロテクニックで男性客をイカせまくる極楽空間が広がっていた!!（3月8日、SCOOP）
- 女子に囲まれて男はボクひとり!?の王様ゲーム!! 気が付けば妹のクラスメイトに全裸にされてしまったボクは… 3 皆月ひかる 河奈亜依 花井しずく 猫村にこ 風間希 佐野なつ（3月10日、アイエナジー）
- 妄想アイテム究極進化シリーズ 真・時間が止まる腕時計 パート24 美波もも 夏海さや 皆月ひかる 白雪ひめ 美里るりか（3月10日、ROCKET）
- パンスト痴女淫語手コキ（3月15日、ゑびすさん/妄想族）
- 素人トーキョー No.01 円光女子校生に生ハメ中出し!（3月22日、素人トーキョーH.S./妄想族）
- 新設小悪魔マッサージで感じちゃった僕。その1（3月22日、アロマ企画）
- 女子○生の義妹がボクの前で無防備すぎて 我慢できずにハメてしまった!（4月5日、DEEP'S）
- 突然、唇と乳首をベロンベロンに舐められチ○ポはフェザータッチで焦らされる 2（4月19日、アロマ企画）
- おま○こに鼻挿入してマン汁を鼻で啜り飲むほど女体臭狂いの変態女 溜め込んだ全身の汗蒸れ臭・オマ○コ臭・アナル臭を嗅ぎ舐め味わう激臭レズ（4月19日、ゑびすさん/妄想族
- 現代肉欲劇場 パパ大好き… 父娘、情欲のままに（4月26日、FAプロ）
- 蒸れパンスト嗅ぎ足指舐めレズ（5月17日、ゑびすさん/妄想族）
- 可愛い洋服だから脱ぎません 着衣のままパンティずらしてチ○ポを挿入! ジャンスカ & サススカあざとガーリー編（6月7日、アロマ企画）
- 膨張した勃起乳首を舐め合うレズ（6月7日、ゑびすさん/妄想族）
- パンストW痴女、唾まみれ足裏擦り付け手コキ（6月7日、ゑびすさん/妄想族）
- 私に飼われてみない? 実録。レズペットを飼う絶世の美女 美谷朱里 岬あずさ 皆月ひかる（6月14日、ダスッ!）
- 濃厚粘膜接触 唾液糸引きレズキス（6月21日、ゑびすさん妄想族）
- 素直で距離感近すぎ! ショートカットが似合う子は絶対カワイイの法則! 2 爽やか美女18人4時間（6月25日、ビッグモーカル）
- 彼女はみんなのイラマリオネット。～絶対服従喉コキ便器～ 皆月ひかる（6月28日、REAL）
- おしっこ飲ませ聖水天使ちゃん 飲尿クンニで尿臭オマ○コの匂いと味を舌になすりつけ小便ぶちまけSEXでイキ狂うスレンダー痴女JD（7月5日、DEEP'S）
- マジックミラー号×おもいっきり生電マSP企画 ド素人女子大生がまんぐり拘束で初めての生電マ体験! インタビュー中にクリを責めたてられ連続潮吹きイキ! 興奮が止まらない大量つゆだくマ○コは生挿入しても怒らない!（7月7日、ナチュラルハイ）
- 【淫語主観】働くナースの蒸れパンスト足臭嗅がせ手コキ治療（7月19日、ゑびすさん/妄想族）
- ベロ腹擦り付け美鼻舐めレズ（7月19日、ゑびすさん/妄想族）
- アナルのシワの数までハッキリわかる! ノーモザイク連続絶頂アナル見せオナニー 11（7月21日、アイエナジー）
- 近所で可愛いと有名な子を飼ってます。 皆月ひかる（7月29日、NON）
- 大好きな母と結婚した義父は鬼畜な人でした。 皆月ひかる（7月29日、光夜蝶）
- 「勃起乳首」と「感じる顏」をじっくりと魅せる乳首だけでイッちゃう7人の女たち 2（8月1日、OFFICE K’S）
- 危険日直撃!! 子作りできる派遣メイド 皆月ひかる（8月11日、Mr.michiru）
- 高速ピストン潮吹きオナニー（8月16日、ゑびすさん/妄想族）
- 野外露出調教レズ（8月16日、ゑびすさん/妄想族）
- 鈴音杏夏 レズ解禁 〜義姉の性奴隷にされた私〜 鈴音杏夏 皆月ひかる（8月25日、アイエナジー）
- 痴漢盗撮 & 中出し素人娘 媚薬オイルマッサージ VOL.14（8月25日、親父の個撮）
- 下品だとか上品だとか関係なく、エグイくらい皆月さんを弄びたい 皆月ひかる（9月2日、光夜蝶）
- 伸縮肥大乳首アクメレズ（9月6日、ゑびすさん/妄想族）
- 一泊二日射精無制限!! 美少女3姉妹が10発射精させるまで帰さない舐めしゃぶ天国でお客を虜にする温泉旅館 佐藤ののか 枢木あおい 皆月ひかる（9月13日、Million）
- 唾液・マン汁混ぜエロクサ汁絡み付く バキバキ勃起ディルドガン突きオナニー 2（9月20日、ゑびすさん/妄想族）
- 唾液汁ぶっかけ顔面舐めレズ（9月20日、ゑびすさん/妄想族）
- スケベ姪っ子にスカートもぐりクンニされ夫がいる至近距離でイってしまった叔母さんはレズられても拒めない（9月22日、ナチュラルハイ）
- 喉ジュボ本番サービス イラマチオデリヘル（9月27日、REAL）
- レースクイーンの汗蒸れパンストダブル足コキ（10月4日、ゑびすさん/妄想族）
- 担任教師の僕は生徒の誘惑に負けて放課後ラブホで何度も、何度も、中出ししてしまった 皆月ひかる 工藤ララ（10月18日、MOODYZ）
- ベロ腹密着鼻舐めレズ（10月18日、ゑびすさん/妄想族）
- 円光タダまん えっちなおまじない 皆月ひかる（10月27日、First Star）
- 【完全調教】野外全裸オナニー（11月1日、ゑびすさん/妄想族）
- 乳首勃起オナニー（11月1日、ゑびすさん/妄想族）
- 濃厚接吻レズ（11月1日、ゑびすさん/妄想族）
- 炉理マニア裏記録映像 2（11月5日、帝都裏映像）
- 意地悪メイド様に痴女られアナルまで犯されて完全ペット化される メスイキ! M男ハウス 皆月ひかる（11月15日、M男パラダイス）
- 挑発バーチャルベロキス（11月15日、ゑびすさん/妄想族）
- 蒸れパンストOLの足指舐めレズ（11月15日、ゑびすさん/妄想族）
- あそこカラカラでしょう? 園芸教室 ほぉら奥さんのオマ○コ肥料あげるからね（11月22日、レッド）
- 伸縮自在乳首アクメレズ 2（12月6日、ゑびすさん/妄想族）
- 天使みたいに優しくて可愛いナースさん! 「あなたの自宅で早漏に悩む童貞君の暴発改善のお手伝いしてくれませんか?」 男性器なれしているようで意外とウブな看護師さんが早漏すぎる童貞君にムラムラ膣キュンしちゃって生中出し筆おろしSPECIAL!（12月9日、赤面女子）
- 部活に自信がない先輩を全力Hサポート!! 激しすぎる杭打ちピストン応援騎乗位（12月13日、BAZOOKA）
- ノーハンドフェラは奴隷の証! 6 手を使わずにフェラチオする12人の素人娘（12月13日、かぐや姫Pt/妄想族）
- クズな教師に狙われた少女達 盗撮、ストーキング、ぶっかけ痴●、強襲レ×プ、校内調教、W完堕ち中出し…（12月20日、無垢）
- 口臭責め鼻舐めレズ 2（12月20日、ゑびすさん/妄想族）
- アナルのシワの数までハッキリわかる! ノーモザイク連続絶頂アナル見せオナニー 13（12月22日、アイエナジー）
- だれとでも挿れ放題! 学園祭編 学園祭期間中は定額料金（入場料）さえ支払えば、校内の女子生徒、女教師でも誰にでも挿れ放題!（12月27日、Hunter）

- あなたの初ヌード撮らせてください! 素人娘20人の全裸コレクション 3（1月1日、OFFICE K’S）
- 足指舐めレズ（1月3日、ゑびすさん/妄想族）
- 海の家中出し痴漢 2023 ♯2（1月5日、素人39）
- 妹のやべーカラダを貪りたい 皆月ひかる（1月6日、NON）
- 義理の父にオモチャとして扱われてるのにマン汁を滴らせる私は変態です。 皆月ひかる（1月6日、光夜蝶）
- 婦人科診察室 乳房検査と膣外触診フルコース（1月10日、シネマジック）
- 「もう同級生は飽きちゃった! 大人チ○チン見せてよ」とボクを誘惑してくる姪っ子! 素朴で真面目そうだが実はクラスの男子を食い尽くすほどのヤリマン! 簡単にヤレる同級生は制覇! 狙うはズル剥け大人チ○チン!（1月10日、Hunter）
- オシッコ我慢中に無理やり巨根をねじ込まれ激ピス! 快感に耐えきれず絶頂お漏らしする足腰ガクブル女子○生 5（1月12日、ナチュラルハイ）
- 【シコり過ぎ注意】 個撮・ドスケベ娘・肉尻・ギャル・中出し・ハメ撮り（1月17日、チキチキカマー/妄想族）
- ダンスで蒸れた足コキ（1月17日、ゑびすさん/妄想族）
- 美女聖水飲ませ ～完全主観Ver～（1月24日、犬/妄想族）
- 生徒の小悪魔な誘惑に負けた担任教師の僕は教え子のペニバンで何度も何度もメスイキさせられてしまった。皆月ひかる（1月24日、MEGAMI）
- うちの妻に限って… スケベ探偵物語（1月24日、レッド）
- 近親相姦撮り下ろし10時間! 最愛の妹8人! 私生活3ヶ月間を密着盗撮! 中出し睡眠姦までしちゃいましたSP（1月27日、赤面女子）
- 湘南の海で出会った水着ギャルがデカチン男性とマッチング! 密着素股オイルマッサージに挑戦!? クリトリスと生チ○ポが擦れ合い快楽のあまり密着即ズボ! 連続生中出!! 2（1月27日、赤面女子）
- 義姉妹レズ ～兄嫁を寝取る小悪魔義妹～ 皆月ひかる 藤井レイラ（2月7日、U&K）
- 頭は悪いけど性欲の強い子供おじさんの兄に飼われてます。 皆月ひかる（2月10日、NON）
- 初めてのキスは甘い恋の味がした。 同級生レズビアン 双葉くるみ 皆月ひかる（2月14日、ビビアン）
- W Ma○ko Device BondageIII 鉄拘束マ○コ拷問 みつき  ひかる（2月14日、グローリークエスト）
- チェックインからアウトまで完全性欲サポート 即尺フェラ抜きホテルコンシェルジュ（2月14日、BAZOOKA）
- ベロレズ接吻（2月21日、ゑびすさん/妄想族）
- 絶対に許さない… 町工場であった話（2月28日、レッド）
- おち○ぽ洗い屋 サウナレディのお仕事（2月28日、S級素人）
- 大乱交10P合コン 仲良し5人組JD ヤリマン陽キャビッチ アフターピル3錠目（3月2日、素人39）
- いろいろなデニール数の黒タイツに挟まれたい… 踏まれたい… 絞められたい…  黒タイツ三姉妹脚ロック逆4P 若宮穂乃 椿りか 皆月ひかる（3月7日、DEEP'S）
- 濡れてテカってピッタリ密着 神競泳水着 ロリ可愛い女子の競泳水着姿をじっとりと堪能! 着替え盗撮から始まり貧乳から巨乳にパイパン、ハミ毛、ジョリワキ等のフェチ接写やローションソーププレイや競泳水着ぶっかけ等を完全着衣で楽しむAV 皆月ひかる（3月9日、親父の個撮）
- こたつの中で彼氏の妹に媚薬手マンでイカされた快感が忘れられず追い媚薬をねだるキメレズ狂い女（3月9日、ナチュラルハイ）
- 美女たちの足裏をふやけるまで舐めたい! 足指拘束編!（3月9日、RADIX）
- 街角調査! ママ友たちに聞きました! 突然ですが、ご主人よりもサイズが大きいオチンチン18cmってどう思いますか? 驚愕245min Delux（3月10日、ホットエンターテイメント）
- 素人女子大生限定! 仲良し5人組がせまーいお風呂で初めての密着デカチン混浴体験! ゼロ距離でのプリケツ & おっぱいポロリ祭り! ウブな女子たちは恥ずかしすぎて赤面涙目w全身の湯しずく舐めとってそのまま全員で生中出しSEXしちゃいました! ハーレムSpecial（3月10日、赤面女子）
- オジサンに没頭する発情コスプレイヤー 敏感大量失禁・お漏らし・ハメ潮オフパコ5SEX 皆月ひかる（3月21日、無垢）
- 「お兄ちゃんおんぶして! 気持ち良くしてあげるから!」 おんぶに抱っこでボクを誘惑してくるミニ痴女従妹! 数年ぶりに従妹と再会! 昔と変わらずおんぶや抱っこをせがんでくるので油断していると「これ気持ちいいでしょ?」とボクの乳首やチ○ポをいじりだすまさかのミニ痴女に変貌していて…!?（3月28日、Hunter）
- 媚薬ガンギマリ! エビ反り絶頂スプラッシュエステ 2（3月28日、Hunter）
- 「小さくてもチ○チン挟めるもん!」 ちっぱいをバカにされた妹が必死のパイズリ! にはならず… チクコキに! でもチクコキが気持ち良すぎてイキそうになるボク…。チクコキをパイズリと認めたくないボクは必死に我慢したが実は妹も密かに感じていたらしくお互い我慢の限界でまさかの同時イキ! さらにイッて発情状態の妹は「もっとして」と…（4月11日、Hunter）
- 思春期ワレメぺろぺろ温泉旅行 【Wツルペタ姪っ子とデカマラおじさん】 由良かな 皆月ひかる（4月18日、MOODYZ）
- お尻だらけのケツ穴御開帳学園 V3 皆月ひかる 涼花くるみ 永瀬りな 広瀬結香（4月20日、ROCKET）
- 『放課後ヌイてやろっか?』 田舎の学校に東京からヤリマンギャルが転校してきた! それまではエッチとは無縁の奥手女子たちは影響されてヤリマン化!（4月25日、Hunter）
- だれとでも定額挿れ放題! コンビニ編 月々定額ポイントを貯めれば、コンビニで働くアルバイト女子、エリアマネージャーに挿れ放題!?（4月25日、Hunter）
- 出張メンズエステ裏オプ隠し撮り 4 店長に内緒で生フェラ抜き本番サービス（4月30日、カリマンタン）
- 臭い・汚い・気持ち悪い 3K揃った体重100キロ越えのキモデブおじさんに無理やり犯●まくる超スリム制服美少女 4名（5月4日、素人39）
- 聖水痴女レズビアン 美少女がおしっこビチャビチャぶっかけイカセあうトリプルレズSEX! 沙月恵奈 天馬ゆい 皆月ひかる（5月9日、ビビアン）
- 真夜中の無限ループ射精! 患者のザーメンをお口とマ●コでしゃぶり尽くす! 淫乱サキュバス病棟 皆月ひかる 天馬ゆい 目黒ひな実（5月9日、BAZOOKA）
- 「どうして起きないんだ俺!」 幼馴染が目の前で親父に犯されているのに、怖くて目が明けられない! 父子家庭のボクを毎日起こしに来てくれる幼馴染に欲情した親父は我慢できずに犯してしまう! その事をボクに知られたくない幼馴染は親父の言いなりで毎日ヤラれている… しかし、勇気がないボクは目が覚めても寝たフリするだけで… 起きる事も出来ず、今日も幼馴染が親父に犯されているのを見て見ぬフリ…（5月9日、Hunter）
- バーチャル淫語体臭責め手コキ（5月16日、ゑびすさん/妄想族）
- 下校少女連れ去り監禁ガンギマリ肉便器（5月25日、ナチュラルハイ）
- バレないよう校内でこっそり没頭玩具オナニーしている女子とバッタリ! イク直前で絶頂を止められずビクビク大痙攣!! 内緒にする代わりに敏感マ●コへ追撃生ハメ中出しSEX!!（6月13日、SCOOP）
- 【純粋な狂気!?】某所にある好奇心旺盛な美少女3人組の住む団地で事件発生!? 大人のカラダに興味津々な彼女たちが無邪気にチ●ポをイジメ抜く!! 小さなおクチとツルペタま●こでの小悪魔的な集団逆レ●プを徹底SCOOP!!（6月13日、SCOOP）
- 「いいんです! 学校でイジメられても。だって家に帰ればイジメっ子たちが絶対してない濃厚なセックスをイジメられっ子同士でしているから…」 放課後はボクの家でイジメ被害者同士で傷の舐め合いSEX! 2（6月13日、Hunter）
- 田舎の年一お祭りはセックス祭り! お祭り後は浴衣女子たちが宅飲みで着崩れパンチラ＆胸チラしながら乱痴気騒ぎ! この日だけは襲っても許される! 飢えた男たちの祭典!（6月13日、Hunter）
- 盗撮、睡眠輪●、襲撃中出しレ×プ、集団リ×チ… 狙われた新人女子マネージャー。3泊4日、悲惨すぎる地獄のトラウマ合宿。 皆月ひかる（6月20日、無垢）
- 美脚痴女に淫語手コキされるM男（6月20日、ゑびすさん/妄想族）
- 先生はレズビアン?! 優しい家庭教師にマ○コが敏感過ぎて困っていると相談したばかりに早漏改善レズセックスをされてしまった敏感女子○生（6月22日、DANDY）
- 妻が友達と旅行中、俺になついてる「おぼこくて押しに弱い」妻の妹をみっちり肉オナホに調教してやった 皆月ひかる（6月23日、h.m.p）
- 『全然足りない! 子供だと思って遠慮しないでいっぱい突いて!』 妹とお風呂に入っていたら、大人顔負けの激しいベロチュウしながらの抱き着きSEXしてくるもんだから当然、理性なんかブッ飛んで何度も何度も膣奥まで激しく突いて何度も中出し!! 2（6月27日、Hunter）
- 「クラスのマ○コはボクのモノ!」 催眠術でクラスの女子を集団催眠! ボクの言いなり! ヤリまくり! 中出ししまくり! ハーレム乱交状態!（6月27日、Hunter）
- M男の乳首が大好きです♡ ずう～っとチクビをチロレロ責めする舐めチクJ系（6月30日、ワープエンタテインメント）
- 恋人交換! ラブラブカップル同志がパートナ替えてスワップSEX! 親友の彼氏のチ○ポを、親友と彼氏の目の前で挿入されて激興奮!!（7月6日、SWITCH）
- 我慢してるM男の必死な顔だ～い好き 射精我慢専門 パパ活女子●生 皆月ひかる（7月11日、犬/妄想族）
- 美人OLストーキング不法侵入 鬼畜中出しFUCK 05（7月11日、REAL）
- だれとでも定額挿れ放題! 地下アイドル編 ライブ会場でグッズを一定額購入すると特典として、その場でアイドルに触り放題! 挿れ放題!!（7月11日、Hunter）
- 『あっダメ! 激しく突いたらバレちゃう…』義妹がロングスカートの中でこっそり即ハメ要求! 親の目の前で… 5  超仲の良い義妹と付き合うことになった。当然、付き合えぱエッチもするようになり段々とお互いの性癖が露になり… 遂には親の前で我慢できずにロングスカートの中で挿入してしまう超ド淫乱変態義理兄妹! 総勢11人 総集編付き2枚組豪華版（7月11日、Hunter）
- ドMでメス汁垂れ流しのひかるちゃんと温泉宿でFUCK調教（7月18日、たんぽぽ/妄想族）
- 淫語主観 見せつけオナニー（7月18日、ゑびすさん/妄想族）
- 【素人個撮】どこでもフェラチオ美少女 5 10名（7月25日、S級素人）
- メイド喫茶で働くピチピチ女子○生 美容グッズのために身を粉にした結果、快楽に溺れてハメ潮撒き散らすペットに成り下がるww（8月1日、JUMP BEYOND）
- 皆月ひかる、まるっと4時間おかされっぱなし（8月4日、NON）※単体ベスト
- 修学旅行中の女子生徒を次々と密着種付けピストンで中出しする鬼畜孕ませ教師（8月8日、Hunter）
- 『IKUNA＃1.0 』いつもイキ潮まくるAVスター競演＜イキガマン狂い＞絶頂決戦! イキガマンの果てに手にする絶頂は恍惚か! 失神か! 失禁か! 最高の絶頂女王は誰だ! 全セクシー界GAMANKO最強対決! 微美敏胸平級女王頂上決戦!（8月10日、BOTAN）
- 出前配達員の奥さんとバイトの女の子 俺の事… 好きなんでしょ（8月22日、レッド）
- 「私がオナニー卒業させてあげる!」 新しくできた義妹は射精管理マネージャー!? 四六時中オナニーばかりでだらしないボクに親の再婚で義妹ができました。可愛いけど超几帳面! さらに「だらしないのはオナニーのやり過ぎ!」と文句を付けられ射精管理まで!? もうこんな生活耐えられない! と思ったら、義妹は嫌味を言いながらもチ○ポをしごいてくれて…（8月22日、Hunter）
- 校内合宿中の女子陸上部員と中出ししまくり夢のハーレム乱交! ストレス解消はただ1人の男子部員のボクの絶倫デカチ○ポだけ! 女子は練習漬け禁欲生活（8月22日、Hunter）
- 現役体育大生が挑戦! 下半身強化と称し、1cmハメ! ケツ肉プルプルの空気椅子でバランス崩した途端デカチン奥までズブズブ合体! 足腰ガクブルビクンビクンイキまくりで、悶絶絶頂連続中出し ～陸上選手編～（8月25日、赤面女子）
- 仕事が欲しくてAV制作会社の監督面接でやってきた女の子たちに行っていた職権乱用の一部始終… 2  8名収録（8月26日、JUMP）
- 未熟なワレメのメスガキ姪っ子と甘サド生活 皆月ひかる（9月1日、ドリームチケット）
- 愛液出まくり! 女子○生のイキ過ぎピストンディルドオナニー 2（9月1日、OFFICE K’S）
- 大量唾液顔面舐めレズ（9月5日、ゑびすさん/妄想族）
- 10代ウブ美少女女子校生限定! 1人じゃイケない男性とドキドキ相互オナニー鑑賞してみませんか? 見つめ合いオナニーで感じすぎちゃったマ○コに生ハメ中出し!（9月7日、アイエナジー）
- 寸止めリモバイ淫乱化アクメ痴漢（9月7日、ナチュラルハイ）
- 「ホントに、また来てくれる!?」 ヤれる嬢は存在する J〇リフレ本番盗撮 バレたら出禁の禁断行為 4名のハニカミ天使（9月7日、素人39）
- 女子大生の間でオンナ好きが急増!?を検証いきなりベロキス! レズビッチ数珠つなぎセックス「あなたよりエロいレズ友紹介してください」 VOL.2（9月7日、DANDY）
- 肉弾圧迫。爆乳窒息。 華奢な身体を押し潰す巨漢レズレ×プ。 ～爆弾乳直下プレスでねじ伏せられ変態女教師の性奴隷にされた少女たち～ 優月まりな 皆月ひかる 冬愛ことね（9月12日、ビビアン）
- めちゃ柔らかいおっぱい! 弾力のあるお尻! エッチな汁もぬくもりまで! どっからどう見ても人間の女子にしか見えない! ほんとにこれラブドール? 都内某所にラブドールを違法に扱っている店があるという。それは、普通のラブドールではなく、どこからどう見ても生身の人間にしか見えないほどの精巧な造りで、店員に何度聞いてもラブドールであって人ではないというのです。なのでとりあえずメチャクチャにしてやりました。（9月12日、Hunter）
- 「鍵失くしちゃったからおじさんの部屋入れて!」 隣に住む鍵っ子姉妹とまさかの神3P! お隣さんはシングルマザーでいつも夜は部屋で2人きりの姉妹。強引に部屋に押し入ってきてボクの部屋の漫画やゲームを勝手に見るのです。ちゃんと躾られてないのかすこし同情をしたのもつかの間、無防備すぎるパンチラを見てしまった! それを見た姉妹はなんと「おじさん、エッチなこともする?」とニヤニヤしながら言ってきて…!（9月12日、Hunter）
- 今からキミの親友を片っ端からレ×プします。（9月12日、Hunter）
- 【流出映像】女子○生進学塾オナニー盗撮（9月15日、プリモ）
- 『それどうやって使うの? 使う所見せて!』『だったらお前がオカズになってよ!』 童貞のボクがオナホを持ってるのを知ったクラスメイト女子がボクの家までやってきて「使ってる所を見せて」と言ってきた! 「でも勃起してないと使えないからお前がオカズになって…」と冗談で言ったら… まさかの奇跡が!!（9月26日、Hunter）
- 「私もあんな感じでお願いできますか?」 お堅い女が隣の女性客のエッチな声で発情?（9月26日、Hunter）
- 介護が必要なデカマラ義父に虐められノイローゼになり身も心もやさぐれて廃人になったビ乳若妻 皆月ひかる（9月30日、マザー）
- 【個撮】えぇっ～!! こんな場所で!? 素人娘のこっそりフェラチオ 1（10月1日、OFFICE K’S）
- 淫語主観唾吐きベロキス（10月3日、ゑびすさん/妄想族）
- 「ラップ越しならエッチにならないよね?」 生意気な妹がボクでラップ越しのキス、手コキ、フェラとエッチな練習! 挿入までしたら破れて事故中出し!（10月10日、Hunter）
- 「お兄ちゃん… コレって悪い事じゃないの?」「しっかり皮も剥いて洗えよ」「なんか大きくなってるよ…」「白いの出てきたら全部飲めよ」「う、うん」 妹は小さい頃からボクのいいなり。 2（10月10日、Hunter）
- 羞恥洗脳! ハイグレ人間にされちゃった 9（10月12日、ROCKET）
- 妹のプリ尻パンチラは悪魔の誘惑! 兄の勃起に気づいてた妹もムラムラが止まらず家族に内緒で禁断の近親SEX暴走ピストンしちゃったヨ（10月12日、SWITCH）
- 生意気女子社員を眠らせてネクタイ拘束ピストンで汗だく謝りイキ!（10月24日、Hunter）
- クスリを飲まされ女体炎上! 人目も気にせず全裸オナニーでイキ漏らす野外アクメ女（10月26日、ナチュラルハイ）
- ガチ中出し5P大輪姦! 計16発膣内射精する146cmミニマム美少女コスプレイヤーひかる (21)（11月9日、ノースキンズ）
- 栗の華の匂いと愛液に塗れた、御籠りセックス。 皆月ひかる（11月14日、オーロラプロジェクト・アネックス）
- PREMIUM LESBIAN FUCK 説明無用、男不要。ひたすら夢中になって没頭するレズセックス。 皆月ひかる 蘭々（11月14日、ビビアン）
- ノーパンノーブラ部屋着で兄のボクを挑発してくる妹 綾瀬ひまり 皆月ひかる（11月14日、BALTAN）
- マラ喰い童顔ナース ギアチェンジ騎乗位と緩急自在の焦らしでチ〇ポを生殺しにする逆レ〇プ（11月14日、BAZOOKA）
- オヤジ狩りJ〇 ～暇を持て余した女子○生の新しい遊び～（11月14日、Hunter）
- 僕たちは、あの子の黒スト脚をやめられない。皆月ひかる（11月21日、MEGAMI）
- 孕ませ特化【中出しザーメン18発】超妖精級ミニマム140cm台ツルペタ美少女レイヤーを【確実に妊娠させます】キモオジ中年の巨マラを小さなワレメに連続挿入6P大乱交SEX2本立てSP（11月21日、全日本カメコ協同組合/妄想族）
- 野外羞恥調教失禁アクメ（11月21日、ゑびすさん/妄想族）
- 盗撮、睡眠輪姦、襲撃中出しレ×プ、集団わいせつ…狙われた現役アイドル。悲惨すぎる握手会イベント。2 鬼畜行為で壊された4名（11月24日、ハラスメント）
- 素人娘 初めてのオナホコキ（12月1日、OFFICE K’S）
- 一般男女モニタリングAV マジックミラーの向こうには再婚したての母親! 新しいパパは黒人! 女子○校生の娘と新しいお父さんが2人っきりの密室で1発10万円の連続射精SEXに挑戦! 未発達なキツキツオマ○コに外国サイズの黒デカチ○ポをねじ込まれ衝撃ピストンが子宮に直撃!! ママの目の前で何度も中出しSEX! 12発!!（12月5日、DEEP'S）
- 引退前に渚みつきのレズ願望叶えます 渚みつきがヤリたい女 × 渚みつきとヤリたい女 渚みつき 皆月ひかる 冬愛ことね 姫野らん NATSUKA（12月12日、ビビアン）
- お触り厳禁のメンエス店でお高くとまったメンエス嬢に思いきりビンタして激しくイラマしたら大人しくヤラせてくれた時のお話。（12月12日、Hunter）
- 「学校には言わないでください…」 万引き女子○生と姉。通報を回避するために身代わりになる姉。でもそれだけでは許されなくて…（12月12日、Hunter）
- アナルのシワの数までハッキリわかる! ノーモザイク連続絶頂アナル見せオナニー 21（12月21日、アイエナジー）
- 親友売ります  3年間ずっと一緒にいてくれてありがとう 毎日3人でいたけど今日で最後 ホントはずっと嫌いだったからレ×プしてもらったんだ（12月22日、ハラスメント）
- 思春期の娘 ひかるちゃん（12月23日、JUMP）
- 「体冷えちゃったから温めて…」 ゲリラ豪雨でズブ濡れ透けブラ状態のマネージャーと部室で2人きり! 気まずい空気だがスケスケなブラから目が離せずおもわずガン見!!（12月26日、Hunter）
- 【自撮】どこでもオナ10人 野外・公衆トイレ等（12月26日、S級素人）

- オフパコ枕営業しているあざと可愛いデカ尻コスプレイヤーを喉奥開発してイラマチオで涙目潮射イキするエグマゾごっくん肉便器に仕上げた。 皆月ひかる（1月2日、LUNATICS）
- バーチャル淫語W腋臭責め手コキ（1月2日、ゑびすさん/妄想族）
- 尿道 × アナル責めM男脳バグパニック! 激シコ誘惑痴女小悪魔に弄ばれて脳みそバグってイキまくり! 皆月ひかる（1月9日、M男パラダイス）
- 女子同士 2  友達同士。カラダの関係のない2人がプライベート自撮りレズ撮影（1月9日、ビビアン）
- 街行く素人お嬢さん! 乳首オナニー見せてくれませんか? 26人!（1月9日、Hunter）
- ムッチリ黒パンストで無意識に誘惑してくる女子社員を会社や出張先でパンスト脱がさないでハメちゃった!（1月11日、SWITCH）
- 絶対手を出してはいけない受験生にした 塾講師種付け性記録（1月15日、ロータス）
- W串刺し輪姦 ボクの彼女と親友が不良生徒達にハメ廻され、肉便器堕ち中出しレイプされてしまった…。 皆月ひかる 花狩まい（1月23日、MOODYZ）
- すぺしゃるじー & チンジャオ娘の大ヒット作品を実写化!! 「優しいだけの男」と妻に捨てられたので…前編 有岡みう 皆月ひかる（1月23日、Fitch）
- 再婚相手の娘姉妹のミニスカパンチラに辛抱たまらん! 妻の目を盗んで未熟な下半身にズブズブ挿入してしもた（1月25日、SWITCH）
- オジサンの事を見下している生意気な塩対応P活少女達を理解らせWレ×プ デカチン制裁された二人組×2 Part2（1月26日、赤面女子）
- 禁断介護 皆月ひかる（1月30日、グローリークエスト）
- 修学旅行で10人の可愛いクラスメイト女子と密着度200% 大ハーレム乱交!（1月30日、Hunter）
- 薬で眠らせた娘を異常絶倫のオヤジ達に売ってます。 （1時間/ピル服用済/現金のみ/各種オプション相談） 皆月ひかる（2月6日、MOODYZ）
- 膣穴ピストンマン汁オナニー（2月6日、ゑびすさん/妄想族）
- 【アイドル気取りナマイキ美少女レイヤーをアヘ顔失神エンドレスSEX漬けにしてみた】 喉奥イラマ窒息 & パイパン極太連続挿入で失禁止まらず絶叫イキぶっ壊れるまで8P大乱交ガチ人間廃業ドM調教ドキュメント（2月13日、全日本カメコ協同組合/妄想族）
- 口姻 催眠アプリで憧れの人妻を寝取って、コスプレ少女と中出しSEX、幼馴染みをフェラ奴隷にしてやった。 佐藤ののか 皆月ひかる 紺野みいな（2月13日、ROOKIE）
- 純粋で生意気なメスガキをおじさんオチ●ポでわからせ性交 媚び媚びオジサマ大しゅきになっちゃった（2月13日、宇宙企画）
- ボクが作った秘密基地は暇つぶしのヤリ部屋になってしまった!! イケメン君がクラスのイケてる女子や真面目女子、憧れのマドンナを連れてきた! しかも皆、暇つぶしにやってきはエッチして帰ってます!（2月13日、Hunter）
- 修学旅行でヤリマンギャルと同じ部屋になった地味気弱女子が無理矢理男子とセックスさせられて強制処女喪失（2月13日、Hunter）
- 毎日お兄ちゃんが女子大生家庭教師に接吻レクチャーされてどんどん上達するのを覗き見て… ワタシ（妹）も接吻オネダリしたんだ…♡ 皆月ひかる（2月20日、MOODYZ）
- 腹黒女の壊しかた ～生徒会長・平井栗子の場合～ 実写版 最低最悪のクズ性悪女を徹底的にレ×プ! レ×プ!! レ×プ!!!（2月20日、MOODYZ）
- 部活女子監禁ペット調教 ひかる ドウシテワタシガコンナメニ…（2月27日、クリスタル映像）
- パンチラで誘う小悪魔女子○生の狩り場は図書館! 図書館で女子○生のパンチラが見えた! ラッキーと思ったら女子とやたらと目が合う。そして女子○生はボクを見ながら静かにスカートをめくり…。勃起が止まらないボクに近づき人がいるのに静かにしてないとバレちゃうこの状況でこっそりフェラされて…（2月27日、Hunter）
- 名門〇校女子学生たちが激突! 全国○校生ピストンバイブクイズ選手権 2 波乱万丈の青春クイズバラエティ ～難易度・アクメ度パワーUP!～ 潮吹きまくりで激イキ回答連発!（3月7日、SODクリエイト）
- 媚薬淫行痴漢 「強制オナニー」「レズクンニ」「キメセク中出し」 クラス全員集団イキ中毒（3月7日、ナチュラルハイ）
- 顔よりデカい! 腕より太い! 口に入れたら絶対アゴ外れるww ワールドクラスのデカチンと素人女子大生が奇跡のマッチング! デカチンオイル素股に挑戦!? ギンギンに勃起したモンスターを赤面まんコキ! 濡れてしまった敏感オマ○コに奥まで無理やりねじ込みブチッメリメリメリ!! 裂けるかと思いきや激イキ絶頂 & そのまま連続生中出しww（3月8日、赤面女子）
- 放課後パパ活女子校生 拒めない訳アリJ系2人組に無理矢理ナカダシした非難される動画 皆月ひかる 南見つばさ（3月12日、うさぎ/妄想族）
- たんぽぽ☆プレゼンツ! ド田舎から東京に修学旅行で来ていたイケてる女子校生とパコパコする物語 すみれ & ひかる編（3月12日、たんぽぽ/妄想族）
- パパ活女子とマスクを外さない事を条件にハメ撮り撮影!…のハズが、最終的にはマスクもゴムも外して中出しまでOKしてくれちゃいました!（3月12日、Hunter）
- 3年C組の文化祭の模擬店は時間停止カフェ 2  いつでもストップ! いつでもセクハラできる時間停止カフェはパンチラ見てもおっぱい触ってもキスしても許されちゃう! 当然、エッチなこと何でも許されちゃうという事は…（3月12日、Hunter）
- 「ねぇ先生、フェラなら良いでしょ」担任教師（僕）のコトが大好き過ぎる生徒に、どこでもおねだりフェラで顔射後も追撃しゃぶられ22発連射させられて… 皆月ひかる（3月19日、MOODYZ）
- 唾液ベロ顔面舐めレズ（3月19日、ゑびすさん/妄想族）
- 「ずっと女の子だと思ってた幼馴染はニューハーフだった!?」 仲良しペニクリと親友マ●コが学校内で抜き差しガチンコバトル! 掘って掘られて私立びんびん穴掘り学園 ちびとり 皆月ひかる（3月20日、Materiall）
- ドMな天使ちゃん Episode1 feat.FALENOTUBE（3月20日、FALENO TUBE）
- ぶっ壊れたまま大人になってしまった女たち。過去に性的いじめを受け、そのまま大人になった見た目は清楚な女性は変態的なエッチしか感じないようになってしまった。（3月26日、Hunter）
- 無自覚孕ませ催眠レ×プ 引きこもり解消に試した催眠術で言いなり化した教え子J●に【中出し = 治療】常識改変種付け30発 皆月ひかる（4月2日、MOODYZ）
- イクたびにアナル痙攣パクパク! 肛門ベロベロ舐めさせナマ中出しを誘う杭打ちデカ尻ビッ痴ちゃん! 皆月ひかる（4月2日、ワンズファクトリー）
- バーチャル淫語パンスト臭嗅がせ手コキ（4月2日、ゑびすさん/妄想族）
- いつでもどこでも好きな時に誰とでも好きなだけエッチ出来ちゃう上京したての新入生だらけのシェアハウスに入居したボクは無双! 夢のヤリチン性活! 毎日ヤったりヤラれたりのほぼほぼヤリまくり驚愕の200分超え!（4月9日、Hunter）
- 自宅を勝手にイケメンの溜り場にされている童貞なボク。でもイケメンが連れて来る学校で一番カワイイ女子やセフレ… 色々な女子とエッチさせてもらえるから最高!（4月9日、Hunter）
- 人間便器 2024 ～便器になった女たち～（4月11日、ROCKET）
- 修学旅行の夜、こっそり布団の中で何度もイカセてレズに目覚めさせてしまった同級生に数年後…夫が近くにいるのに密着スロー乳首舐めでレズ返しされた私（4月11日、ナチュラルハイ）
- シロウト女子○生真正中出しナンパ！非ヤリマンの清楚J○を無茶して口説いて生パコGET! 【6人収録全員クソエロかわいい保証】祝入学! 新入生編（4月12日、赤面女子）
- 148cm美少女コスプレイヤーの本性は… 早漏発情ガチ精子中毒変態おま×こ。男たちに囲まれて絶頂アクメ連発、秒でイキまくり、肉ツボ輪姦不可避。（4月16日、無垢）
- 入社したエステ店の新人研修に行ったら男はまさかの僕1人!? 初日から実習でフル勃起を晒した僕は、研修が終わるまで練習台という名の性玩具にされました… 渚みつき 皆月ひかる NATSUKA 星仲ここみ 彩川ゆめ（5月1日、OFFICE K’S）
- 「私とエッチしたら全部思い出すよ!」 病院で目が覚めたらモテモテ! 記憶を失くしたボクとヤリたがる5人の女子!（4月23日、Hunter）
- 本気の白濁マン汁を垂れ流してイキまくる!! 素人娘のおま〇こズボズボ指オナニー 7（5月1日、OFFICE K’S）
- 【閲覧注意】車中レイプ。 皆月ひかる（5月7日、アタッカーズ）
- 緊急出動!! マジックミラー便【ゲリラ豪雨】透けブラ制服女子を狙え! ずぶ濡れオマ○コに熱々デカチン素股 → ヌルっと生挿入→全員中出し!!（5月7日、DEEP'S）
- 女だけの温泉旅行で母親の巨乳ママ友二人に挟まれてレズられた私 乙アリス 望月あやか 皆月ひかる（5月9日、DANDY）
- 同じマンションに住む小さい女の子に媚薬を塗り込んだチ○ポで即イラマ。結果、ねば～っと糸引くえずき汁まみれのイキ顔で淫乱化。8（5月9日、ナチュラルハイ）
- 『えっ!? 待って! なに?』 無理矢理デカチン即ハメ! 友達宅で友達の姉や妹と2人きり!（5月14日、Hunter）
- だれとでも定額挿れ放題! ホテル編 月々定額料金を支払えば何泊でも何発でも出来ちゃうサブスクホテルがついに登場!! ホテル従業員、宿泊客… 誰にでも挿れ放題!!（5月14日、Hunter）
- 『私も手伝うよ』 夜這いサポートしてくれる義妹! 義妹が超可愛い友達と自宅でお泊まり会! ひとめ見て気に入ったボクに義妹が「夜這いしてみたら?」と驚きの発言! しかも「私も、自分以外の女の子の身体… じっくり見たいんだよね」とかなり積極的なんです! 「絶対バレないようにしてあげるから!」そんな事言うんだったら夜這いホントにしちゃうけど…?!（5月14日、Hunter）
- 歳の離れた従姉妹2人に挟まれ川の字で寝てたら… ウブなクセに超小悪魔! 大人顔負けのテクニックで両サイドからイタズラされて射精しまくり!（5月14日、Hunter）
- ド変態露出狂い野外オナニー（5月21日、ゑびすさん/妄想族）
- 淫靡な濃厚唾液吐きかけ顔面舐めレズ（5月21日、ゑびすさん/妄想族）
- アヘ顔するまでイキ潰す地雷系女子中出し痴漢（5月23日、ナチュラルハイ）
- J●配信者レ×プ キモイ中年親父に狙われる美少女ライバーひかるちゃん 偶然の出会いからストーキングされ家凸レ×プ 恥辱の強制SEX生配信 皆月ひかる（5月25日、REAL）
- 集団時間停止レ×プ（5月28日、Hunter）
- 『もしかして… 勃っちゃったの?』 美尻を見られた同級生が甘くささやく 戸惑う僕のチ●ポにクラスメイト達の手が伸び、夢の校内乱交が始まるという甘酸っぱい青春の思い出!（6月1日、OFFICE K’S）
- 家政婦の無防備な四つん這い尻揉みしだき痴漢（6月1日、OFFICE K’S）
- 「清楚J系? どうせP活してんだろw」 下校中の県立校生を眠剤拉致 抵抗したらビンタとイラマで失禁するまで再教育! 半グレ集団輪姦 皆月ひかる（6月4日、山と空/妄想族）
- 変態レズ歯科医にとんでもないベロ責めで口内開発されイキまくる敏感女2 皆月ひかる 友田彩也香（6月6日、電脳ラスプーチン）
- イジメッ子にボクの気弱な妹を差し出してます。ボクの前で妹をメチャメチャに犯された… 彼らの目の前で妹とヤらされた…でも許してもらえなかった…。（6月11日、Hunter）
- 【拡散希望】ヤリサーと知らずに入部して来た大学デビューの田舎娘を新歓コンパで飲ませて更にお持ち帰りしてみんなでなし崩し的に乱交しちゃう動画!（6月11日、Hunter）
- ケンカしたカノジョとの仲直りSEXが一番気持ち良い 01（6月11日、宇宙企画）
- 放課後にセルフ露出する優等生J系を見つけたので…【J系4名】（6月18日、山と空/妄想族）
- 乙女の体液にまみれながら何度も射精する真夏のびちゃびちゃドロドロ舐めじゃくり汁だく性交 乃々瀬あい 皆月ひかる（6月18日、エムズビデオグループ）
- 押しに弱いエステモニター騙し撮り! 乳首ビンビン女子を媚薬オイルでこねくりチクイキさせるとヤレるのか!? エビ反り痙攣アクメ失禁で理性ブッ飛び中出しSEX! (HJMO-653)（6月18日、はじめ企画）
- 【W痴女】バーチャル淫語唾液責め手コキ（6月18日、ゑびすさん/妄想族）
- 某地方都市で営業してるAVのプロダクションの面接にやってきた女の子たち（2） 8名収録（6月22日、JUMP）
- 陸上部セクハラ下半身強化合宿! 1cmハメ空気椅子で太ももガクガク! 耐えられなくなったら即挿入! 純真無垢な女子部員たちはコーチに言われるがまま!（6月25日、Hunter）
- 地味で内向的な性格（しかし、性欲は強い）の幼なじみ。 近眼を言い訳に、いつも距離が近すぎる。 そして今日もボクをしゃぶり尽くす。 それが彼女のヤリクチ。（6月25日、まるかあの/妄想族）
- 低身長クソ雑魚メスガキレイヤー禁断の大量潮吹きハメ撮りオフパコ（6月27日、MONSTERS）
- お嬢様学校 お仕置き倶楽部レズビアン ～美人教師の躾に酔いしれるマゾ少女～ 皆月ひかる 水川潤（7月9日、ビビアン）
- 唯一の家族である兄に私の幸せのためと犯されました。親代わりの兄に逆流するまで中出しされた近親相姦レ×プ（7月9日、REAL）
- 山間の温泉旅館で遭遇した奇跡! とても愛らしい修学旅行生たちといっぱいエッチな思い出作っちゃいました。（7月9日、Hsoda）
- 公開処刑 II（7月9日、Hunter）
- 「童貞をもらうかわりに、私の初めての生エッチバージンをあげるね」 年上の幼馴染が初めてのゴム無しセックスを童貞のボクと! 当然、暴発中出ししてしまうが許してくれる幼馴染。（7月9日、Hunter）
- これ合意だよね? 大学の後輩が可愛いくてすぐエッチできる女友達を先輩に上納! でも結局エッチできなくて強烈なビンタ & デカチンイラマで黙らせてヤリまくっちゃいました!（7月9日、Hunter）
- 修学旅行先のホテルで生意気な同級生女子たちを追い掛け回して何度も何度も連続中出し! お酒で爆酔いした童貞が何度中出ししても復活する絶倫ゾンビ化!（7月9日、Hunter）
- もしも2人が交際したら…好きが溢れる1日になりました。一緒にゴハン作ってお風呂に入ってキスをして24時間限定のお泊りおうちデート 天馬ゆい 皆月ひかる（7月11日、凸凹はぁと）
- 先生はレズビアン?! 優しい家庭教師にマ○コが敏感過ぎて困っていると相談したばかりに早漏改善レズセックスをされてしまった敏感女子○生 VOL.2（7月11日、DANDY）
- くすぐり千手観音 悶絶快楽乱交 皆月ひかる（7月12日、First Star）
- 脳みそバカになるまで舐め尽くす両耳舐め焦らしM性感 皆瀬あかり 皆月ひかる（7月16日、無垢）
- M男アナルを破壊してメスイキさせるペニバンJ系小悪魔痴女トリオ!! 皆月ひかる 涼花くるみ 菊池はる（7月16日、グローリークエスト）
- キモイからどっかいけよ、じじい 更生指導員の絶対的パワーと肉棒で非力な不良少女どもを徹底服従させるメスガキおま○こ更生プログラム（7月16日、MOODYZ）
- 7P大乱交SEX 【妊娠するまで終わらないパイパン連続中出し】 高慢性格が治らないアイドル勘違いレイヤーはアグレッシヴ懐妊 → 中年カメコと結婚させて生涯管理する究極孕ませ人格矯正計画2本立てSP（7月16日、全日本カメコ協同組合/妄想族）
- 大の字拘束 淫汁垂れ流し強制アクメ（7月23日、SEX Agent/妄想族）
- 村の男女が絡み合う1泊2日、夏の性合宿! 田舎の大人がエッチしたいが為に考えた悪しき風習は上京する若者は合宿に参加し性行為講習を受けなくてはならない!というもの。（7月23日、Hunter）
- 敏感な乳首をこねくり回され我慢できず大量失禁… 喉奥貫通イラマ輪姦され白目イキしてしまうJ系 皆月ひかる（8月6日、山と空/妄想族）
- AV界で最も制服が似合うオールスター10人大乱交! チ●ポ抜きまくって青春ポイントを稼ぎまくれ! 3チーム対抗チキチキ修学旅行! 観光もSEXもいっちばん堪能! 全員が自由人! オール顔射! 阿吽のハーレム感! エロの化学反応! チーム天才!：沙月恵奈 日向なつ 皆月ひかる 望月つぼみ（8月6日、kawaii*）
- 女風呂で悪ノリおしっこする合宿女子を捕まえハメながら掃除の刑（8月8日、ナチュラルハイ）
- 野ション女子○生連鎖開脚拘束おしっこ噴射 3 泉りおん 皆月ひかる 由良かな（8月8日、電脳ラスプーチン）
- あたシコ! シコられたい欲が強すぎる痴女個撮モデルの誘い受けオフパコ撮影会 皆月ひかる（8月13日、BALTAN）
- 何気ない日常に舞い降りたうっかり女子が巻き起こすスケベ過ぎるエロい1日! うっかり天然女子に奇跡の遭遇でラッキースケベ体験!（8月13日、Hunter）
- たんぽぽ☆プレゼンツ! やっぱり生が好き 闇カワ系ひかる♀ななこ♂ヤリまくりレズアナルセックス遊び 4GOKKUN4SEX（8月15日、たんぽぽ/妄想族）
- ちっぱい娘おしゃぶりパイ擦り射精（8月15日、プリモ）
- 問題児娘と謝罪しにきた母に分からせる! 万引き親娘中出しWレイプ 皆月ひかる 通野未帆（8月20日、MOODYZ）
- 【はる & ひかる】147cm & 148cmっ子 おませなのに身体はまだまだ未成熟。ミニマムちっぱい2人組ww初3P。妊確後悔SEX（8月20日、HALENTINO/妄想族）
- 「すいません… お風呂貸してください…」 隣人のバツイチ女性が濡れ髪でやってきた!（8月27日、Hunter）
- 格下Fラン女子大生使い捨て中出し肉便器 某名門大学インカレテニスサークルの合宿で行われる金持ちお坊ちゃま達による底辺女子徹底見下し奴隷輪姦（8月27日、Hunter）
- お掃除フェラチオシスターズ（8月27日、First Star）
- 下から見上げるストリップ & ディルド（8月27日、SEX Agent/妄想族）
- 偽マ●コでイカされる屈辱 マン汁たっぷりオナホールでイカされた僕（8月27日、SEX Agent/妄想族）
- ブリブリガンギマリDJ媚薬ハブ酒オーバードーズキメセク SEASON3 皆月ひかる（9月3日、バビロン/妄想族）
- オヤジのハメ撮りドキュメント ねっとり濃厚に貪り尽くす体液ドロドロ汗だく性交 望月つぼみ 皆月ひかる（9月3日、Fitch）
- 登下校パンチラ着替えトイレ風呂etc.1 年間ずっと盗撮していた女子校生に彼氏ができて嫉妬を抑えきれず追跡拉致レイプ抵抗しなくなるまで何度も生中出ししまくった 皆月ひかる（9月10日、アリスJAPAN）
- 願えば言いなり女子が出てくる魔法のロッカー 皆がオフィスで働く中、ボクは可愛い女子とエッチしてます。（9月10日、Hunter）
- 女子校生が家で女子会していたら女だけのレズ王様ゲーム→女王様ゲームに! 雅子りな 皆月ひかる 黒宮えりか 酒井莉乃（9月12日、アイエナジー）
- 変態カップルの旅館内SEXを注意するも「中出しまで止められなかった」 巨乳従業員は混合3Pも拒めない（9月12日、ナチュラルハイ）
- 【完全主観】同じ団地に住む「大人のえっち探検隊」のチビッ子たちにターゲットにされたボク。エロ動画と挿入オナニーで予習バッチリ。（9月24日、Hunter）
- ち○ちん危機一発ゲームでヤリマン女子の餌食になったバキバキ童貞のボク! 童貞のボクをからかってクラスのヤリマン女子がチ○ポをイジリまくり!（9月24日、Hunter）
- 見参! ラスベガスどすけべ御前試合 水着剣豪中出し七色勝負! 【第一巻】 皆月ひかる 富井美帆（9月26日、MONSTERS）
- バーチャル淫語騎乗ベロちゅう（10月1日、ゑびすさん/妄想族）
- 純粋な優等生は不良ギャルとのエビ反りキメセクでレズ堕ちしました。 七瀬アリス 皆月ひかる（10月8日、ダスッ!）
- 天使すぎる!! 皆月ひかる4時間美少女スペシャル!（10月8日、BALTAN）※単体ベスト
- 【超贅沢! 7人の家出少女が!】 ボクの部屋はいつの間にかワケあり家出少女たちの溜まり場! Hは決して嫌がらないし何度、中に出しても文句言わない。（10月8日、Hunter）
- 親友に隠れて何度もNTR! 飲み会の後、終電を逃して家に泊めた親友の彼女NTR盗撮! 酔った勢いとノリでエッチまでしたら体の相性抜群で朝まで! その後に心配して彼女を迎えに来た親友に隠れて何度も何度もセックス!（10月8日、Hunter）
- 無様エロ洗脳アプリ 皆月ひかる / 七堂蓮未 / 藤井レイラ（10月10日、ROCKET）
- （仮）メディシンファイル.001（10月12日、MERCURY）
- 発情期で盛り中の私立文系女子たち セックスにハマり過ぎてる美少女たちとオフパコ乱交。中出し、汁まみれ、イキまくり。 ひかる みく（10月15日、無垢）
- 【個撮】 フェラなら撮らしてくれた! 9 あ～んぐり口内射精10人（10月15日、HALENTINO/妄想族）
- 時間を自由に止められる世界 沙月恵奈 柏木こなつ 皆月ひかる 藤田こずえ 菜月ひかる 美音ゆめ（10月15日、DEEP'S）
- 隠撮 リフレ店 裏オプションは実在する??（10月20日、ネクスト）
- 地味子なのに初めてのセックスで経験人数が一気に5人! クラスの地味子が誘われた初めての乱交パーティー。ヤリマン女子が当然の様にセックスをする中、地味女子も流されチ○ポにハマって、最後は大乱交に!（10月22日、Hunter）
- 水泳部で合宿所の大掃除! 界に広がる女子部員の突き出した競泳水着尻に勃起が収まらず… 3（10月22日、Hunter）
- 『お姉ちゃん感じてる顔ちょ～カワイイんだけど!』 超小悪魔チビ妹が突然出来た真面目過ぎる義姉をレズ責め! さらには義弟も誘惑して近親相姦3Pへ!（10月22日、Hunter）
- ＃池袋最エロギャルビッチ!今緊急で動画まわしてます 02（10月27日、MERCURY）
- 白濁愛液ベットリ!! 素人娘が初めての黒ディルドオナニー (7)（11月1日、OFFICE K’S）
- ハーレムでヘブン状態!! 視線が気持ち良すぎるセンズリ見せつけ倶楽部 (1)（11月1日、OFFICE K’S）
- 【完全未公開シーン120分収録】AV界で最も制服が似合うオールスター10人大乱交! 完全版2024 柏木こなつ 小野寺舞 皆月ひかる 望月つぼみ 天馬ゆい 沙月恵奈 設楽ゆうひ 日向なつ 観月あいな さつき芽衣（11月5日、kawaii*）
- 貞操観念が全くない家族の中で育った僕の妹は家に帰ってきたら全裸で無邪気に誰のチ〇ポでもしゃぶりつくごっくん大好き娘へと成長した。 皆月ひかる（11月7日、MILK）
- 早漏のフリーレンタルマ〇コ 皆月ひかる 千石もなか（11月12日、ROOKIE）
- 女子○専科 乳首狩りオニごっこ ～集団乳首レイプ～ 由良かな 冬愛ことね 皆月ひかる 百咲みいろ 夢乃陽菜（11月12日、犬/妄想族）
- 誰にでも定額かけ放題! 2  授業中、昼休み、いつでもどこでも校内の女子に… ぶっかけまくり!（11月12日、Hsoda
- デカチン × ちび幼尻に激ピス=痙攣イキ! 『おにいちゃん大丈夫だからもっと激しく突いて!』 ボクの事が大好きなウブ妹がボクに抱きつき激しく腰を動かし連続爆イキ! 小さなお尻がピクピク痙攣イキ!で中出し要求!（11月12日、Hunter）
- 理性崩壊イキ漏らし個別指導（11月12日、Hunter）
- 楓と鈴 トロ顔マスター・きょくちょ先生の代表作をついに実写化! ツンデレの楓と天然クールな鈴。双子の美少女に囲まれるエッチな学園生活がはじまる! 皆月ひかる 皆瀬あかり（11月19日、無垢）
- とろっとろっ唾液オイルたっぷり配合 貧乳専門ベロチュー制服リフレサロン 皆月ひかる 市川りく（11月19日、グローリークエスト）
- 素人バラエティ 田舎のお嬢様J〇が挑戦するギチ詰めローターチャレンジ! ひとつ挿入できたら3万円 ローターを膣口が閉まらなくなるまでマ〇コに挿入! 勝ったら賞金総取り、負けたら即ハメ中出し! キツマンガン詰め脱出ゲーム 4（11月21日、サディスティックヴィレッジ）
- Aカップ貧乳パイパン美少女 皆月ひかる 2  4時間（11月22日、I.B.WORKS）※単体ベスト
- 噂の女子校生地下アイドル おっさんのファンと小遣い稼ぎの個人営業 ひかるちゃん（11月23日、JUMP）
- 媚薬漬け女子○生 昏眠レ×プ 悪徳医師に未熟な体を弄ばれ痙攣する膣に何度も中出しされた少女が壊れるまでの診療記録 皆月ひかる（11月26日、ROYAL）
- 【修学旅行の思い出は初めての乱交】 背伸びしたがるメスガキたちが修学旅行でハメ外しまくりヤリまくり乱交! 中出ししまくりの修学旅行は最高の思い出!（11月26日、Hunter）
- ちんスメ嗅ぎ子 チンカス付き無洗汚チ○ポ嗅がせて強制フェラ!!（11月26日、うさぎ/妄想族）
- 愛液出まくり! 女子〇生のイキ過ぎピストンディルドオナニー (3)（12月1日、OFFICE K’S）
- 女子校●のぞき倶楽部 本番NG娘を媚薬で無理矢理発情させて生ハメ中出し（12月1日、OFFICE K’S）
- 恥じらう素人娘たちの生おっぱいモミまくり!! (6)（12月1日、OFFICE K’S）
- 可愛い子限定!! めっちゃ気持ちがいいフェラチオ300分（12月3日、たんぽぽ/妄想族）
- 敏感ロリチクこね回したら気が狂うほど感じて… スプラッシュ潮吹きエステ J系4名来店（12月3日、ゲッツ!!ボンボン/妄想族）
- 素人女子大生真正中出しナンパ! 街で見つけた清楚系JDをノリと勢いでガチ口説き! あっという間に生パコま〇こGET! 【4人収録全員鮮度抜群エロカワ保証】（12月5日、MILK）
- 世界一媚薬でキマる変態女のトランス失禁キメセク大絶頂FUCK!! 皆月ひかる（12月10日、ROOKIE）
- 女子校生孕ませ民宿 鬼畜宿の媚薬罠に堕ち、精子が逆流するまで種付け中出しされ続けた女子旅 皆月ひかる 冬愛ことね（12月10日、REAL）
- 働くオンナの見せつけ挑発ダンス（12月10日、うさぎ/妄想族）
- 壁尻 × 女子社員（12月10日、Hsoda）
- 「ご褒美チ○ポがあれば練習頑張れます!」 合宿所のバイトは超多忙! だって女子陸上部の息抜きはボクのチ○ポだけだから! 2 親戚が経営する合宿所でバイトをするボク。今日も汗臭い男世話か～と憂鬱になっていると、やって来たのは女子陸上部!?（12月10日、Hunter）
- 下着メーカーの社員旅行は超乱痴気騒ぎ! 社員全員飲みすぎて、見ず知らずの旅行客も巻き込んでハメ外しまくってあっちこっちと色々な部屋で大乱交! 一度始まったらもう止まりません!! 中出ししまくってます!（12月10日、Hunter）
- 二人の美形教え子とイタズラ温泉旅行（12月13日、ま○こ銀行）
- パンチラを気にしない小悪魔な妹が無邪気にパンティを見せつけてくる!! 皆月ひかる（12月17日、グローリークエスト）
- 【淫語・主観】蒸れ蒸れ体臭嗅ぎ手コキ（12月17日、ゑびすさん/妄想族）
- 勃起乳首つねりしゃぶり絶頂レズ（12月17日、ゑびすさん/妄想族）
- 即即催眠 136kg巨体おぢさんがミニボディ32kgを本気交尾命令 杭打ち種付けで膣穴変形 常時トロ顔・失禁敗北の言いなりオナホ堕ち ～自我を残されて嫌がる乙女心に濃厚中出しをキメて最終的に脳破壊～ 皆月ひかる（12月24日、AVS collector’s）
- クソ雑魚メスガキレイヤー完全種付け記録 脱水寸前絶頂潮吹き体液まみれの3P孕ませ中出しセックス撮影会 皆月ひかる（12月26日、MONSTERS）
- 「私のマ○コじゃないし中に出しても大丈夫よw」 若い女に憑りついて性欲を満たすヤリマン憑依おばさんに密着 ～街の可愛い子を手あたり次第に中出ししまくる異常な一日～（12月26日、ナチュラルハイ）
- メスパコNo.19 スレンダーで超絶可愛いJ系リフレ嬢の敏感なパイパンピンクま〇こにたっぷり中出し（12月27日、First Star）

- テスト前に泊まり込みで勉強会をする妹とそのお友達。勉強に集中するあまりの油断しまくり純白パンチラと、部屋中に充満する10代の甘酸っぱい香りで、僕のチ●ポは我慢の限界を迎える!（1月1日、OFFICE K’S）
- 密閉チ●ポ・ハーレム射精管理 ～息吹きかけただけでイっちゃいそうな早漏ペ●スを枯れ果てるまで集団無限責め～（1月1日、OFFICE K’S）
- 物凄く敏感なビンビン乳首なのにイキ我慢させられる素人娘。（1月1日、OFFICE K’S）
- 白濁濃痰顔面舐めレズ（1月7日、ゑびすさん/妄想族）
- マジックミラー号 ハードボイルド野撮でナンパした仲良し同士のコスプレイヤーが挑戦する先イキディルドチャレンジ! 友達より先に潮を吹けたら賞金5万円、負けたら即ハメ中出し! 気を抜いたら奥までズブ挿りしてくる絶倫ディルドーに発情腰振りが止められない!（1月9日、サディスティックヴィレッジ）
- マイクロビキニ姿がいじらしすぎて… 痙攣するほど乳首イキする背伸び盛りのつるぺた生徒と中出し性交（1月14日、BAZOOKA）
- え!? こんな場所でするんですか… もの凄いバキュームフェラチオ たっぷり舌上発射編（1月14日、うさぎ/妄想族）
- おじさんに優しい痴女お姉さんは好きですか? 4時間 01（1月14日、宇宙企画）
- 「絶対あの子だったらヤラセてくれるから!」 ボクが20年以上も童貞なのを見かねた年下幼馴染が超可愛くて確実にヤレる女友達を紹介してくれた!が…（1月14日、Hunter）
- SEXのハードルが低すぎる世界線! 2 目の前で当たり前のようにSEX! 朝の挨拶からSEX! 授業中もSEX! 休み時間も放課後もとにかくオープンSEX!（1月14日、Hunter）
- 教え子と禁断の中出しSEX!! アナルが敏感な小悪魔J系に肛門クンニで匂いと味を堪能しまくり中出しSEXで尻穴ヒクヒクさせながらイキまくり!! 皆月ひかる（1月21日、かぐや姫Pt/妄想族）
- ××の教典 堕ちた水泳部員たち～冷酷なサイコパス～ ライトノベルの実写化 日向ひかげ 皆月ひかる（1月23日、FALENO TUBE）
- おじさん好きのちびっ子女子は中出しコスプレHにどハマり中 ひかる（1月23日、月刊彼女）
- 先生はレズビアン?! 優しい家庭教師にマ○コが敏感過ぎて困っていると相談したばかりに早漏改善レズセックスをされてしまった敏感女子 VOL.3（1月23日、DANDY）
- コスプレ風俗タワーへようこそ! もふもふ小悪魔ケモ耳痴女SPコース 皆月ひかる（1月28日、グローリークエスト）
- ちっぱいレズ（3月6日、アイエナジー）
- 密着添い寝手コキ（4月1日、OFFICE K’S）
- 美人OLの匂い立つ黒パンスト脚コキ 2（4月1日、OFFICE K’S）

### アダルトVR
- 超ビンカンな僕のカノジョ・ひかる。 親にこっそり声我慢SEXでイキそうになるたびディープキスで口をふさいでくる!! 「いっぱいチューして…キスしないと私、たくさん声出ちゃうから…!!」（11月9日、ワンズファクトリー）
- 女子校生×パイパン×初体験×セックス。 彼女のはじめて。 初めての中出しセックス。（11月14日、KMPVR-bibi-）
- 微乳A（11月22日、ドリームチケット）
- buz流風俗3本勝負! イチャラブソープ&娘の友達来ちゃったデルヘル&激カワピンサロ嬢に中出し3本番!（11月30日、VR buz）
- 皆月ひかるとイチャつきながら濃密中出しSEX! 可愛い顔をしてるくせにこんなに求めてくるなんて! イチャつき密着具合が半端なくてマジ興奮で中出しSEX!!（11月30日、4K VR）
- ワリキリのつもりだったのにイカされまくって自分からキス求めちゃう制服少女ひかるちゃん 【生ハメ】何度も繰り返すベロキスと超接近するアナルと乳首舐め手コキと超・覆いかぶさり正常位とバックと目の前オッパイ騎乗位と超・密着対面座位【中出し】（12月3日、アリスJAPAN）
- 成りあがりAV男優体験VR ただの素人だったアナタが一流のAV男優になるまでの過程で実際に出会った8人のAV女優との8現場を全てドキュメンタリーVR映像化!!（12月20日、ワンズファクトリー）※VR-1グランプリ(2018) エントリー作品
- デカ尻ブルマ女子と部活合宿VR バレー部のむっちり肉厚ヒップを超堪能!ド迫力ハーレムSEX体験（12月28日、kawaii*）

- 制服若妻 不束者ですがよろしくお願いします（2月2日、ブイワンVR）
- 新感覚!初めての猫ミミカフェ! 飛びきりカワイイネコミミ少女達に大量中出し!（2月8日、宇宙企画）
- レギュラーになりたい女子部員2人に中出しをせがまれる! ゲス教師体感VR!（2月9日、宇宙企画）
- 黒人として生まれ変わった僕は嫌いな上司の幼妻を異国の黒デカマラで中出しNTR! 新感覚転生3DVR（2月15日、ワンズファクトリー）
- あなたをタップリ癒してくれる! 自立型ネコミミAIアンドロイド Hikaruのご奉仕ナマSEX!（2月16日、宇宙企画）
- 「おにいちゃん…ひかる、ボッキち○ぽが見たいんです!」かわいい近所のいもうと的な美少女とまさかのいちゃらぶ中出しセックス!（2月28日、CRYSTAL VR）
- buz流深夜の病院三連発!超高画質!60fps!夜勤中にエロナース3人が患者と同僚と先生とヤリまくり24時!（3月27日、 VR buz）
- 高画質 皆月ひかる 妹のエロ動画をネットで見つけて、問い詰めるつもりが妹にメロメロになって2回も中出ししてしまった経験の少ないボク（5月22日、MAX-A）
- 目の前に広がるランジェリーナ! ぷにぷにモリマン むちむちTバック もみもみブラジャー ぷりぷり美尻 ほぼノーモザイクVR（11月13日、ROOKIE）
- 目の前でお尻をじっくり観察! アナルを開いたり閉じたりパクパクしたりガッツリ丸見えVR（11月29日、ROOKIE）
- VR アナル観察 ハイクオリティ ノーモザイク（11月29日、ガン見隊）
- HQ超高画質! 陸上部所属のレーシングブルマ穿いた妹が目の前でムッチリデカ尻を見せつけて挑発! 「お兄ちゃん… 私のお尻好きなんでしょ…」 着衣でベロキス/耳舐め/濃厚フェラ/デカ尻顔面圧迫/アナル観察! 禁断の密着近親相姦生中出しSEX!（12月20日、V&R PRODUCE）

- HQ超高画質! 「お兄ちゃん大好きだよ!」ニーハイ穿いた制服姿の妹が無防備を装い見せつける絶対領域にフル勃起! ベロキス/耳舐め/ニーハイ脚コキ/濃厚フェラ! 生チ○ポ挿入すると相性良すぎて膝をガクガクさせながら何度もイキ乱れまさかの中出し懇願!（1月10日、V&R PRODUCE）
- VR THE 漫画喫茶 絶対声を出せない状況で禁断の絶頂体験! Vol.1（1月30日、VR総研9課）
- VR 掃除の時間 ノーモザイク ハイクオリティ（1月30日、ガン見隊）
- VRドラマ劇場 レンタルオフィス 俺の妄想編（4月16日、VR総研9課）
- VRドラマ劇場 レンタルオフィス 起（4月16日、VR総研9課）
- VRドラマ劇場 レンタルオフィス 承（4月16日、VR総研9課）
- VRドラマ劇場 レンタルオフィス 転（4月20日、VR総研9課）
- VRドラマ劇場 レンタルオフィス 結（4月20日、VR総研9課）
- VRドラマ劇場 レンタルオフィス 完全版（5月16日、VR総研9課）
- The Great ガンキ vol.1（8月13日、VR総研9課）
- 顔中ペロンペロンの唾だらーんのベッタベタ 2（8月27日、VR総研9課）
- 脳裏を優しく喰われてみませんか? 絶望が追いかけてくる制服M性感（9月5日、KMPVR-bibi-）
- 女子校生の口移しVR（10月3日、KMPVR）
- 女子校生による顔騎VR（10月10日、KMPVR）
- クチビルまであと1cmのムラムラ誘惑にまんまと負けて、妹と相性最高のベロチュウをしてしまったボク。 皆月ひかる（11月27日、KMPVR）
- パンツ上まんぐりオナニーVR（12月7日、KMPVR）
- 女尻オナニーVR（12月21日、KMPVR）

- 【全編ノーモザイク】AV女優・ブルマ・デカ尻・アナルコレクション（1月14日、V&R PRODUCE）
- かわいい系総勢16名の超フェチ図鑑! 持ってけ総勢16人百科事典! 枢木あおい 山本蓮加 河奈亜依 皆月ひかる 美甘りか 月宮ねね 乙咲あいみ 他超かわいい素人たちも大量放出!!（1月26日、VR総研9課）
- * アナルだよ! 全員集合!! vol.1 皆月ひかる（2月25日、VR総研9課）- 上記作品から一部コーナーを単体リリースしたもの。
  - 変態フェチセレクション おしっこぶっかけ vol.1（3月18日、VR総研9課）- 上記作品から一部コーナーを単体リリースしたもの。
  - OLフェチ図鑑VR 皆月ひかる（3月26日、VR総研9課）- 上記作品から一部コーナーを単体リリースしたもの。
- ゲリラ豪雨で濡れ透けの後輩が妙にエロくて… 「ワンチャンありとか思ってますよね？彼女いるのに、フフフ」下心を逆手に取り挑発してくる清楚系ビッチだった!! 皆月ひかる（3月4日、kawaii*）
- ぺったんこな姪っ子姉妹がボクの家にお泊まりVR もなみ鈴 皆月ひかる（3月9日、MOODYZ）
- シィ～ッ!! 誰かに聞こえちゃったらどうするのっ 皆月ひかる（4月28日、ワープエンタテインメント）
- 「先輩… ひかるが勝利のおまじないしてあげる」 明るく無邪気でブルマが似合う彼女はあなたの事が大好きでたまらない健気でかわいい後輩ちゃん! 皆月ひかる（5月8日、CRYSTAL VR）
- 悶々とする車内でずぶ濡れになって肉食系カーセックスヤリまくりました 皆月ひかる（5月26日、VR総研9課）
- 町内会長による田舎美少女野外いたずら日記 松本いちか 泉りおん 宮沢ちはる 皆月ひかる（5月28日、TMA）
- 「先生は私以外の女を好きになっちゃダメだよ…」 禁断の倫理観ぶっ飛び連続中出し! 教え子のメンヘラ地雷系女子・ひかるから死ぬほど愛されて精子を搾り取られるVR 皆月ひかる（6月1日、RADICAL-KMPVR-）
- 完全真上アングル 退院のお祝いに中出しをさせてくれる変態美乳ナース 皆月ひかる（6月11日、ナチュラルハイ）
- 「私たち、閉じ込められて何日経ちますか?」 閉鎖空間で見知らぬ女子校生のマ○コまで穢した貪欲なセックス 皆月ひかる（6月24日、KMPVR-彩-）
- 教え子に逆教育されるリセマラSEX GAME 皆月ひかる（6月30日、KMPVR）
- 日焼け姪っ子姉妹VR 3  皆月ひかる 高瀬りな（6月30日、TMA）
- 夏休み日焼け美少女車内連れ去りわいせつ記録（8月31日、TMA）
- パンチラ×太もも×ニーソ 絶対領域VR 4（9月11日、CRYSTAL VR）
- パンチラ×太もも×ニーソ 絶対領域VR 5（10月2日、CRYSTAL VR）

- 黒パンスト足顔騎VR（1月12日、KMPVR）
- 青春妄想 ノーパン×パイパンのすんごい甘い誘惑で男を夢中にさせるひかるちゃん（1月27日、KMPVR）
- 【KMPVR-bibi-リニューアル記念特別版】ヨーロッパ最大最強風俗が日本上陸!? 本番オールOKの奇跡! その名もFKK!! 男の夢×ロマンを完全に凝縮!! 紳士の国でしか味わえない風俗の祭典へ大潜入!!（2月10日、KMPVR-bibi-）
- KMP20周年記念! セックスは世界を救う! 究極のピースフルオフパコ開催スペシャル!! ～天井特化騎乗位で5回連続ヌイてあげる～ 枢木あおい 稲場るか 松本いちか 宮沢ちはる 皆月ひかる（4月1日、KMPVR）
- ずっと見上げっぱなし! 膝枕をしながらボクのチ○ポをシゴいて射精させるほんわ彼女（4月8日、ナチュラルハイ）
- 野外美少女わいせつ映像VR（5月30日、TMA）
- KMP20周年記念作品 鬼カワ女子校生5人全員がボクの花嫁!? 夢の一夫多妻ウェディングハーレム結婚STORY 栄川乃亜 佐藤ののか 松本いちか 皆月ひかる 森日向子（6月24日、KMPVR）
- W顔面特化アングルVR 松本いちか 皆月ひかる（7月2日、KMPVR）
- J●乳首開発VR（7月15日、KMPVR）
- JOIされながら私のオナニー見たいんでしょ?（7月29日、KMPVR）
- 初めてできたカノジョを目の前で義姉にレズビアンNTR さらにウツ勃起チ○ポを筆おろしされたボク カノジョがレズ堕ちしていく姿を多彩な対位バリエーション & 超至近距離高画質!! 辻井ほのか 皆月ひかる（7月29日、MOODYZ）
- 『ほら… イっちゃえ♪』逆置換トリオの暇つぶしにされ、言われたタイミングで射精するしかデキなかったスクールカースト最下層のボク 佐藤ののか 皆月ひかる 蘭々（8月11日、KMPVR）
- TSF女体化で絶頂イキしてみませんか?（11月18日、KMPVR）

- 心まで魅了する濃密なくちづけと甘いセックス… 溶けるような接吻手コキ 皆月ひかる（1月27日、KMPVR）
- パイパン吸着マ○コの身勝手なグラインド 皆月ひかる（1月31日、KMPVR-彩-）
- 絶対に乳首をお留守にしないトリプル美少女J●逆4P! 横宮七海 × 天馬ゆい × 皆月ひかる（2月9日、SODクリエイト）
- 幼な可愛いにドハマり必至 皆月ひかる200分コンプリートBEST（2月14日、KMPVR）※単体ベスト
- 〈バイノーラルで聴覚刺激! 多人数罵倒足コキ!〉‘続・女子○生寮の管理人（下僕人）の僕は、寮生の足コキおもちゃにされてます!’【現在進行形で寮などで罵倒され、足でチ○コをイジメられてるけどやっぱり快感すぎて、僕にとってはこの上ないご褒美でしかないです!（3月6日、SODクリエイト）
- いろいろなデニール数の黒タイツに挟まれたい… 踏まれたい… 絞められたい… 黒タイツ女子○校生脚ロック逆3P 佐藤ののか 皆月ひかる（6月15日、DEEP'S）
- 職場体験でもムラムラしてる性欲モンスター ボクの精子を貪り尽くす変態しゃぶり魔 皆月ひかる（6月16日、KMPVR）
- 元カレとのエッチな思い出を耳元で囁いては僕を嫉妬勃起させる小悪魔彼女 皆月ひかる（6月30日、アリスJAPAN）
- 涎とマン汁でびちょびちょにしてあげる… 理性の欠片もない美少女は妄想癖が始まると唾液が溢れて止まらない… 逆レイプ面接 皆月ひかる（7月8日、KMPVR-彩-）
- 黒タイツ × 着衣美少女 いろいろなデニール数の黒タイツを履いた美少女の足裏が見たい… 踏まれたい… 匂いを嗅ぎたい… ナイロン極サンクチュアリ（10月12日、DEEP'S）

- パンチラ盗撮がバレたボクはヤリマンJ系に私人逮捕されて無限チ●ポ焦らしの刑に処された。 綾瀬ひまり 皆月ひかる（1月12日、AQUA）
- 人目につかない場所で起こった性犯罪映像集VR（2月29日、TMA）
- ただひたすら乳首責めVR 左乳首責めver（6月28日、AQUA）
- 靴下中出し! 極上の靴下シコりお届け!（7月5日、AQUA）
- ナチュラルハイ25周年記念作品 海の家のバイト娘4人（全員ちっぱい）と公然交際!? 僕のことが好き過ぎるびしょ濡れキツマンに無限射精! 子づくりイチャラブラブラブラブ温泉旅行 皆月ひかる 希咲那奈 円井萌華 日向ゆら（9月13日、ナチュラルハイ）
- 先っぽ3cmだけ挿入させてくれる献身的な新人看護師さん 皆月ひかる（10月14日、SODクリエイト）
- 【KMPVR-彩- 7周年記念特別版】 聖レズ学院 貧乏の僕がテスト生として転校した先はまさかの女子校!? 百合色の匂いが充満した教室ではみんなレズ! レズ!! レズ!!! 花ざかりの男子禁制ハーレムLIFE 沙月恵奈 弥生みづき 小那海あや 皆月ひかる 須崎美羽 東雲あずさ 浜崎真緒（10月27日、KMPVR-彩-）
- 生意気に成長したメスガキ従妹のDT舐め煽り 早漏チ〇ポを未成熟マ〇コで弄ばれ、完全敗北した夜 ひかるん 皆月ひかる（11月1日、KMPVR）
- お布施しまくったら人気レイヤー配信者と夢のオフパコ成立! 僕のチ●ポがドストライクすぎてアクメ痙攣を繰り返す!! 皆月ひかる（11月18日、SODクリエイト）

- 誘惑オフパコレイヤー 皆月ひかる（1月16日、unfinished）

### アダルト配信
- ■巨尻のパイパン幼児体系JDがお漏らし!? 潮吹き!? 大量噴射!! ■＜ガールズバー店員ナンパ＞ ※ノーブラ制服で客引きする黒髪女子大生 ※芸術的なまでのヒップライン ※お店の［裏メニュー］水鉄砲で濡れ濡れサービス♪ 透け乳首に透けおま〇こ見られちゃいました※クリ電マと極太強烈ピストンのダブルアタック!! ※電マとチ〇コどっちが好き?「どっちも好きぃ♪」 あやみ 20歳 ガールズバー店員（9月11日、プレステージプレミアム）
- ひかる（9月30日、夢中企画）
- ヒカルちゃん (ore401)（10月6日、俺の素人）
- ひかる（10月19日、ハメ撮りおじさん日記）
- 【感度MAX失禁イキ】遊び盛り、ヤリたい盛り! 収録中もお手洗いに立つ奔放さ⇒フットサルサークルとは名ばかりの遊びサークル+クラブ通いでリア充宣言⇒でも実は自分に自信の無いさびしんぼう⇒おっぱいのサイズにコンプレックス⇒乳首は高感度⇒アソコもやたら濡れやすい⇒気持ちよくなると我慢の利かないおま○こから、じょばーっと失禁⇒自尊心の折れたJDに追撃ピストンでまた失禁!⇒リア充を気取ったお上りさんにホンモノのSEXを叩き込むの巻：私立パコパコ女子大学 女子大生とトラックテントでバイト即ハメ旅 Report.067 ひかるちゃん 21歳 女子大生 (経済学部 2年生)（10月6日、プレステージプレミアム）
- 友達との旅行費用稼ぎのために初めてのプチ援活するロリ美少女。優しそうなおじさんに言いよられて押しの弱さが丸わかり!：見るだけバイト!? プチ援活女子。No.02 HN. ひかる フリーター (居酒屋バイト) 推定22歳（10月25日、プレステージプレミアム）
- まどか (orec186)（10月28日、俺の素人）
- ひかる 2（10月29日、夢中企画）
- ひかる (ore427)（11月8日、俺の素人）
- ひかる 2 (orebms012)（11月21日、俺の素人）
- ゆかり（11月30日、俺の素人）
- ひかる (scute840)（12月3日、S-Cute）
- こころ（12月7日、しろうとまんまん）
- りえ（12月10日、E★ナンパDX）
- つっきー（12月28日、素人ホイホイZ）

- まゆこ（1月18日、しろうとまんまん）
- ひかる 2（2月1日、ハメ撮りおじさん日記）
- ひかる (with009)（3月2日、S-Cute with）
- ひかる（3月8日、VOND girls）
- ひかる (omsk053)（3月22日、御茶ノ水素人研究所）
- ひかる 2（3月22日、御茶ノ水素人研究所）
- 【クリスマスナンパ×さきちゃん編】Fカップロ○フェイスナースの卵がエロサンタコスで大量潮吹き! 幼顔をピンクに染めてデカチン巨根で貫かれる体格差あり過ぎなイケナイ行為!? 連発の大乱交!! さき 20歳 看護学生（4月16日、黒船）
- Hちゃん（4月17日、ゲリラ）
- 【個人撮影/中出し】「撮るよッて何ぃッ(〃ﾉωﾉ」カメラを向けられ照れながらもノリ良くピース☆清楚な見た目の女子〇生とコスプレ撮影を決行ww りょーこ (仮名)（4月19日、黒船）
- ひかるちゃん（5月15日、パコッター）
- ひかるちゃん 2（5月15日、パコッター）
- ひかるちゃん（5月21日、俺の素人）
- ひかる 3 (orec357)（6月17日、俺の素人）
- ひかる 2 (orebms034)（6月25日、俺の素人）
- ひかる 3  (ore552)（7月8日、俺の素人）
- ひかる (sqb016)（7月27日、シロウト急便）
- ひかるちゃん（8月7日、ゲリラ）
- ひかり（8月22日、TE●NS）
- ひかるちゃん（9月4日、エチケット）
- 148cm美少女 x 100kg巨漢オーク ハードプレス種付け乱交6P 皆月ひかる（9月26日、AKNR）
- だにぃ（10月2日、素人ホイホイsweet!）
- ぴかるん（10月18日、J●調査隊 チームK）
- ひかる (jcha007)（10月27日、みなみ工房）
- ひかる (jcha061)（10月27日、みなみ工房）
- ひかる (jcha067)（10月27日、みなみ工房）
- ひかる（10月31日、俺の素人）
- ひかる 4（10月31日、俺の素人）
- 光莉たん（11月1日、素人おかしや）
- ひかる（11月30日、%OFF）

- ひかる (sirotd142)（1月8日、素人道）
- 媚薬を飲まされて、微熱になっちゃった妹 ひかるちゃん（1月27日、SODクリエイト）
- ひかる（1月31日、THE WORLD）
- ふうか（2月27日、SNSの闇by2TNOZ）
- 夏のプールで見つけた彼氏持ちの女子大生が貞操観念崩壊ww お酒とチ〇ポの快感に狂っていつの間にやら膣内射精www さやか（4月1日、黒船）
- かれん（7月2日、ION ミルキー倶楽部）
- キズ●ア●（7月7日、素人ホイホイsweet!）
- ひかる（10月8日、しろうとがーる）
- ひかり（10月21日、ときわ映像）
- 真央（10月22日、横浜かまちょ）
- つかさ（11月6日、産地直送）
- 【妄想再現ドラマ】私は冴えないオジサンが大好き 皆月ひかる（11月20日、ONETIME）
- ひかる（12月3日、%OFF）

- のあ（1月11日、ハメドリネットワークSecondEdition）
- ひかるちゃん（1月16日、半熟レモン）
- のあ 2（1月22日、ハメドリネットワークSecondEdition）
- みなchan（2月26日、ニイハオ）
- S30ちゃん & H30ちゃん & Y30ちゃん（2月26日、蜃気楼）
- H30ちゃん（3月12日、蜃気楼）
- ヒカル（3月12日、御茶ノ水素人研究所）
- ひかる（3月17日、令和えちえち中毒性）
- Hikaru（3月25日、俺の素人）
- 健気な新人介護士が催眠の餌食に… 臭いチ○ポもケツ穴もキレイにしゃぶるジジイ専用介護性奴隷にさせられる 皆月ひかる（4月9日、SODクリエイト）
- 親公認援交 お母さんには内緒の中出しセックス ひかる（6月3日、黒船）
- ひかる（6月4日、バイトちゃん）
- Hちゃん (orec787)（6月4日、俺の素人-Z-）
- Hちゃん（6月25日、ホームメイド）
- ふうかちゃん（8月6日、SNSの闇by2TNOZ）
- ふうかちゃん 2（8月13日、SNSの闇by2TNOZ）
- ひかるさん 5（8月19日、俺の素人）
- ひかる（8月25日、パコられ美少女）
- 【妄想主観】あなただけのドスケベ全肯定カノジョとひたすら幸せセックス 皆月ひかる（8月27日、ONETIME）
- ひかる (smuk059)（9月5日、素人ムクムク）
- 木曜マン毛モロ出し美術館(6)完全版～恥ずかしがるシ●ウト美女の秘部をみんなでナマ鑑賞 葉月もえ 皆月ひかる（11月28日、パラダイステレビ）
- 皆月さん（11月29日、俺の素人）
- ふうかちゃん（12月4日、しろうと乱交サークルの刃）
- つかさ 2（12月10日、産地直送）
- ふうかちゃん 2（12月11日、しろうと乱交サークルの刃）
- ひかる (orec962)（12月19日、俺の素人-Z-）

- ひかる (spay037)（1月5日、素人ペイペイ）
- 人間家畜牧場 ～あの最強最悪シリーズが帰って来た!～ 辻さくら 皆月ひかる 涼花くるみ（2月6日、プレイエンターテイメント）
- すみれちゃん & ひかるちゃん（3月4日、俺の素人-Z-）
- りか（3月6日、しろうとエチチ.ch）
- ひかるちゃん & ことりちゃん（4月16日、俺の素人-Z-）
- Hちゃん (spay083)（5月5日、素人ペイペイ）
- 奉仕系ドSに悩殺♡ 贅沢すぎるエスコートエッチ 東雲怜弥 皆月ひかる（6月15日、SILK LABO）※女性向け作品
- 【個撮】朝ドラ級美女_旅館でお泊り浴衣ハメ撮りSEX（6月20日、れいわしろうと）
- 【個人撮影】激カワ美●女と1泊2日の温泉旅行_混浴で種付→旅館浴衣着衣SEXも収録（8月7日、インディ）
- 仲良し2人組 H & M（9月1日、素人ペイペイ）
- ひまり（10月8日、ビニ本本舗）
- Hちゃん (smul004)（10月19日、素人ムクムク-礼ぷ-）
- ひかる & こなつ（11月9日、素人ムクムク-W-）
- ひまり 2（11月12日、ビニ本本舗）
- ひかるちゃん（11月14日、ピクチン）
- ひかるさん（12月6日、俺の素人-Z-）
- ひかるちゃん（12月9日、俺の素人）
- N121ちゃん & N121ちゃん（12月9日、蜃気楼）
- ひまり 3（12月10日、ビニ本本舗）

- ひかる（1月4日、素人ペイペイ）
- ひかるちゃん（1月19日、俺の素人-Z-）
- ヒカル（2月8日、俺の素人）
- （仮）暗黒036さん（2月10日、暗黒）
- みぃーたん（2月21日、パコッター）
- ひかるちゃん（3月1日、素人ペイペイ）
- ひなた & みつき & みう & ひかる & もも（3月6日、俺の素人-Z-）
- ゆりね & ひかり（3月9日、恋愛カノジョ）
- メスガキレイヤーFちゃん（3月24日、SNSの闇by2TNOZ）
- メスガキレイヤーFちゃん 2（3月31日、SNSの闇by2TNOZ）
- ひかる（4月3日、恋愛カノジョ）
- ひまり 4（4月8日、ビニ本本舗）
- 女子マネMさん（4月18日、素人ムクムク-W-）
- 俺専用肉便器Hちゃん（5月1日、素人ペイペイ）
- ひまり 5（5月13日、ビニ本本舗）
- ひかる（6月1日、ゲリラ）
- ひまり 6（6月10日、ビニ本本舗）
- るう（6月25日、教科書にない!）
- ひかるちゃん（8月8日、少女A）
- HIKARU (oreco421)（8月13日、俺の素人-Z-）
- ひかる (oreco435)（8月21日、俺の素人-Z-）
- ひかる（8月23日、れいわしろうと）
- 学生 / 陸上部 同志 001（9月1日、アシグモ）
- リフレの天使 H（9月5日、素人ペイペイ）
- ちゃんぴか。（9月10日、ヤリサーちゃん。）
- A大学リクスー就活生H (oremo046)（10月20日、俺の素人-Z-）
- Hさん (ore966)（10月22日、俺の素人）
- ひかるちん (oremo059)（11月9日、俺の素人-Z-）
- みなみ & ひかる (oreco528)（11月15日、俺の素人-Z-）
- ひかる（11月16日、白完素人）
- ひかる（12月1日、E★素人DX）
- 元友だち H & K (oremo085)（12月8日、俺の素人-Z）
- ひかるちゃん（12月16日、亜愛安威コスプレ撮影会）
- ひかるちゃん 2（12月23日、亜愛安威コスプレ撮影会）

- H & K (spay343)（1月1日、素人ペイペイ）
- H172ちゃん (shinki178)（1月19日、蜃気楼）
- 制服女子美人系 & ロリ系 (oremo119)（2月1日、俺の素人-Z-）
- ひかる (htek022)（2月5日、破天荒）
- 合宿所で女子部員とポコったわいせつ映像 3 (akdl268)（2月22日、AKNR）
- ひかるちゃん (oreco624)（3月2日、俺の素人-Z-）
- ひかる (smub004)（3月4日、素人ムクムク-部活-）
- 皆藤純玲 (g566)（3月5日、Girl’s Blue）
- Hちゃん (smuw020)（3月10日、素人ムクムク-W-）
- ひかるちゃん (smuh020)（3月20日、素人ムクムク-痴-）
- ひかる 2 (sika362)（3月27日、白完素人）
- ひかるちゃん (oreco665)（4月5日、俺の素人-Z-）
- ひかる (oremo171)（4月16日、俺の素人-Z-）
- ちいえろ (shc0022)（6月1日、亜愛安威コスプレ撮影会）
- 脳みそ子ちゃん (hakc032)（6月3日、白昼夢）
- 女子大生Hさん (oremo195)（6月5日、俺の素人-Z-）
- ひかるん (pnme202)（6月15日、亜愛安威コスプレ撮影会）
- ひかるん 2 (pnme203)（6月22日、亜愛安威コスプレ撮影会）
- アマネ (ends158)（7月16日、援堂山）
- アマネ 2 (ends159)（7月23日、援堂山）
- ひかるちゃん (uinac019)（7月27日、ハメドリネットワークSecondEdition）
- ひかるさん (smuh028)（8月27日、素人ムクムク-痴-）
- ひかる (hasb011)（9月2日、HIASOBI）
- ひかる 2 (hasb012)（9月6日、HIASOBI）
- ひかるさん & みくさん (smuw026)（9月9日、素人ムクムク-W-）
- 紺イートン紺リボンちゃん 20 (y020)（9月13日、ゆず故障）
- フウカ (snyz108)（9月20日、SNSの闇by2TNOZ）
- フウカ 2 (snyz109)（9月27日、SNSの闇by2TNOZ）
- ヒカル (ttjk069)（10月18日、鉄人2号さん）
- ひかる先生 (smjs046)（10月18日、素人ムクムク-職-）
- Hちゃん (srgt036)（11月1日、しろうとガチャ）
- まもちゃん (smuh039)（11月17日、素人ムクムク-痴-）
- 【3.1次元】AI人妻オイルマッサージ ぬるてか淫墜浮気妻 @まりささん（12月6日、BOTAN）※2025年1月9日に同タイトルでDVDとしても発売。
- ヒカル (orev103)（12月6日、俺の素人-Z-）
- ひかるちゃん 2 (orena050)（12月27日、俺の素人）

- PIKA (smjk046)（1月4日、素人ムクムク-クスリ-）
- 皆月さん (srgt087)（1月10日、しろうとガチャ）
- 皆月さん 2 (srgt088)（1月10日、しろうとガチャ）
- 皆月 (oremo297)（1月11日、俺の素人-Z-）

### イメージビデオ
- 恋のハレンチ（9月21日、SOMEBODY）※「高橋未来」名義
- 制服恥じらい物語 18才・身長148cm・Aカップ（10月1日、CRANE）※「佐咲まなみ」名義
- 美少女の掟 初めましてのフラフープ（10月26日、スパイスビジュアル）※「月野ひかる」名義[18]
- 抱きしめたい（11月23日、SOMEBODY）※「高橋未来」名義[19]
- ねぇ…しようよ!（12月28日、スパイスビジュアル）※「月野ひかる」名義[20]

- Mが好きです（1月18日、SOMEBODY）※「高橋未来」名義
- 純系全開物語 18才・身長148cm・Aカップ（1月23日、CRANE）※「佐咲まなみ」名義
- シースルー美少女 ひかる18歳（1月25日、メディアブランド）
- やっぱりMが好き（3月22日、SOMEBODY）※「高橋未来」名義
- A感覚が好き 高橋未来（4月26日、INTEC Inc）※「高橋未来」名義
- 悪戯される妹 高橋未来（6月21日、INTEC Inc）※「高橋未来」名義
- 悪戯される妹 其の2 高橋未来（8月16日、INTEC Inc）※「高橋未来」名義[21]
- くすぐり村からやってきました（8月26日、スパークビジョン）
- 悪戯される妹 完結編 高橋未来（10月18日、INTEC Inc）※「高橋未来」名義
- キミは永遠の妹だね COMPLETE BEST 高橋未来（11月22日、INTEC Inc）※「高橋未来」名義

- ぷらいべ～とえっち（11月22日、CRANE）※「高橋未来」名義
- * パイパンヌード ～無修正・ちっぱい美少女・ロ●ータ～ 皆月ひかる（11月26日、スパークビジョン）

- ももいろヒップらぶりん（1月26日、SOMEBODY）※「高橋未来」名義
- ワタシのカラダ（2月22日、SOMEBODY）※「高橋未来」名義
- ワタシのパンツ（4月23日、SOMEBODY）※「高橋未来」名義
- 私たち… おエッチですかね…? 高橋未来 VS 高山恵美（11月19日、SOMEBODY）

- ハダカのワタシ（11月25日、SOMEBODY）※「高橋未来」名義

- ワタシのヒミツ（1月27日、SOMEBODY）※「高橋未来」名義
- 女子校生幼妻3 私・・メガネ先生にエッチされそうなんです（8月25日、SOMEBODY）※「高橋未来」名義
- 私たち・・やはり・・おエッチですかね・・? 高橋未来 VS 若林美穂（11月24日、SOMEBODY）※「高橋未来」名義

- 幼なじみ ～エッチ少女漫画の体験～ 高橋未来 VS 若林美穂（9月13日、SOMEBODY）※「高橋未来」名義

### デジタル写真集
2020年
- パイパンヌード 〜無●正・ちっぱい美少女・ロ●ータ〜 皆月ひかる（10月14日、スパークビジョン、撮影：SKS）

2022年
- LOVEPOP デラックス 皆月ひかる 001（6月3日、ラビリンス）
- LOVEPOP デラックス 皆月ひかる 002（7月1日、ラビリンス）

2023年
- DokkiriQueen 皆月ひかる（4月20日、シーガル）
- DokkiriQueen 皆月ひかる B（11月23日、シーガル）

## その他製品

### アダルトグッズ
オナホール
- ま○こ銀行ホール すぐにイッちゃう敏感早○ま〇こ! 中出しアイドル! 露天温泉10発中出し ビラビラがない綺麗なスジまん & ピンクマ〇コのいいなり女○校生 皆月ひかる （2021年3月31日、ま○こ銀行）

## 出演

### ウェブテレビ
- スピードワゴンの月曜The NIGHT（2019年6月11日、AbemaTV）[22]

### イベント
- セクシー女優 夏前特訓会 〜目指せセンター試験 天下分け目の東京大決戦vol.2〜バンビ学園ｖｓマインズ女子高（2019年6月22日、MUSE音楽館）[23]